# محمد بن عبد الله بن علي الرشيد

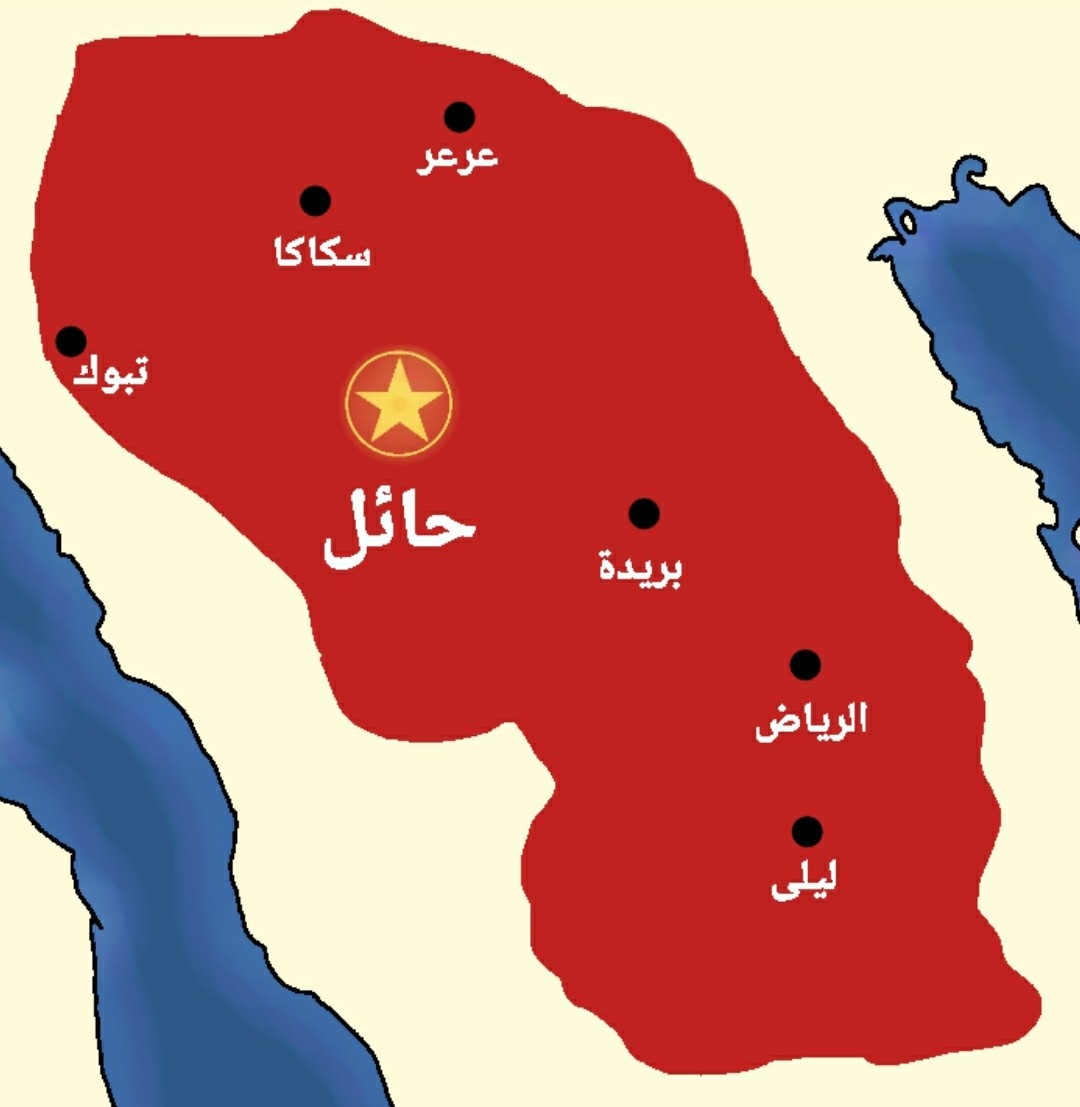
إمارة حائل في أقصى امتداد لها خلال حكم محمد المهاد وابن اخيه عبدالعزيز المتعب

محمد بن عبد الله بن علي الرشيد (المهاد) (1252هـ/1836م - 1314هـ/1897م) خامس حكام إمارة جبل شمر في حائل وأول حاكم من أسرة آل رشيد على نجد وأطولهم مدة في الحكم وهو مهندس سقوط الدولة السعودية الثانية، كان أميرًا للحج قبل توليه الحكم، وبعد أن أنهى نقل الحجاج إلى النجف في سنة 1289هـ/1872م، جلب معه قافلة تموين إلى حائل وفبها من قبيلة الظفير معهم إبلهم ينقلون التموين معه متعهدًا بحمايتهم، مما أثار غضب الأمير بندر الطلال الذي قد أمر بعدم السماح لقبيلة الظفير ولا لقوافلهم بدخول حائل، فأمر بقتلهم جميعًا فاضطر عمه محمد أن يقتله قبل تنفيذ الأمر. ثم تولى الحكم مكانه في إمارة حائل سنة 1289هـ/1872م، واستمر بالحكم إلى أن توفي سنة 1315هـ/1897م فكان حكمه 27 سنة، وكانت إمارته كلها بركة على الناس. بدأ حكمه باستعادة منطقة الجوف التي تمردت بعد مقتل بندر، ثم توسع شمالاً فأخذ وادي السرحان ومد نفوذه إلى تدمر، ثم إقليم حوران حتى وصل بصرى على بعد 70 ميلا من دمشق سنة 1297هـ/1880م.
أما علاقاته بالدولة العثمانية، فكانت قياداتها في الحجاز والعراق متوجسة من طموحاته، وخائفة من تدفق الأسلحة الحديثة إلى جيشه عن طريق الكويت، ومن دعم الإنجليز له رغم نفيه ذلك، ومع ذلك فإنه لم يقطع اتصالاته بالدولة العثمانية، وكان دائمًا ما يرسل إلى السلطان عبد الحميد بخيول أصيلة هدايا لإعلان تبعيته للسلطنة، وكان يرسل جنوده إلى العساكر العثمانية للدعم.
استغل ابن رشيد النزاع بين الأخوين عبد الله وسعود أبناء الإمام فيصل آل سعود، فبدأ يتمدد نحو نجد بدءًا بالقصيم فتحالف مع حسن آل مهنا أمير بريدة سنة 1293هـ/1876م فمنعا عبد الله الفيصل من حصار بريدة، ثم فصلا المجمعة وألحقت لابن رشيد، فحاول محمد بن سعود وقف هذا التمدد ولكنه انهزم في معركة عروى سنة 1300هـ/1883م. ثم تعرض الإمام عبد الله للهزيمة في معركة أم العصافير في 1301هـ/1884م، فدخلت الوشم وسدير تحت حكم ابن رشيد، ولكنه أعادهما إلى الإمام عبد الله بعد أن تصالحا. وفي سنة 1305هـ/1887م استولى أبناء سعود بن فيصل على الرياض وسجنوا عمهم عبد الله الذي استنجد بمحمد بن رشيد، فقدم بجيشه فحاصر المدينة التي استسلمت له شرط خروج أبناء سعود منها، فخرجوا وخرج عبد الله الفيصل من الحبس وهو مريض، فأخذه ابن رشيد معه إلى حائل وأبقى حامية في الرياض بقيادة سالم بن سبهان. ولم يطل الأمد لابن سبهان حتى قتل ثلاثة من أبناء سعود، فتبرأ ابن رشيد من فعلته وعزله، وفي سنة 1307هـ/1889م مرض عبد الله الفيصل في الجبل، فأذن له ولأخيه عبد الرحمن وأسرتيهما بالعودة إلى الرياض، وقد عاهد عبد الله على أن يكون أميرًا في بلاده، ولكنه توفي بعد وصوله الرياض بيومين، فأصبح عبد الرحمن أميرًا للرياض، فأرسل إلى ابن رشيد يطلب منه عزل عامله، فعزل ابن رشيد عامله ولكن عيّن ابن سبهان مكانه.
في تلك اللحظة أضحى الأمير محمد بن رشيد في حائل أقوى حاكم في جزيرة العرب، فهو مستقل تمامًا عن أي نفوذ خارجي حتى من السلطان العثماني، وإن اعترف إسميا بالتبعية له. كما أنه أغنى حاكم في الجزيرة، إذ يبلغ دخله السنوي بين 80-90 ألف جنيه. فرأى المهنا أن ابن رشيد انقلب عليه وبدأ يعامله كأنه تابع له وليس شريك كما في السابق. قيل أن سبب الوحشة هي حول زكاة بعض المناطق التابعة للقصيم، والتي تدفع زكاتها لحسن المهنا، فأرسل ابن رشيد عماله ليأخذوا زكاتها فحصل بينهم وبين عمال حسن المهنا نزاع، فكانت السبب في العداوة بينهما، وكان ذلك سنة 1306هـ/1889م. وبعدها اتصل حسن بن مهنا بزامل السليم أمير عنيزة، حيث اتفقا على التعاون والتناصر، ثم استنجدا بعبد الرحمن الفيصل ضد محمد بن رشيد، وحرضاه على التخلص من ابن سبهان ووعدوه بالنصرة، وفعلا قبض عبد الرحمن عليه وعلى أصحابه وحبسهم، وأرسل إليهما بما عمله وطلب منهما النصرة. فتوجه محمد بن رشيد في محرم 1308هـ/أغسطس 1890م إلى الرياض، فمر بالقصيم فخرج عليه أهلها لصده، ولكنه عللهم بالوعود والعطايا، فنكثوا عهدهم مع ابن سعود. فأكمل ابن رشيد زحفه إلى الرياض، فنزل عيها يوم 5 صفر 1308هـ/19 سبتمبر 1890، وحاصرها أربعين يومًا حتى تصالح معهم على أن يطلق عبد الرحمن الفيصل ابن سبهان وأصحابه، ويطلق ابن رشيد المحتجزين عنده من آل سعود، ويعود إلى دياره.
وبعدها بدأت العلاقات تسير باتجاه التوتر بين ابن رشيد وأهل القصيم، فأرسلوا إلى عبد الرحمن الفيصل يستنجدونه. واستنفر ابن رشيد جميع أتباعه في منطقة جبل شمر في جمادى الأول 1308هـ/ديسمبر 1890م، بل بلغ إحساسه بخطورة الوضع بأن أرسل إلى قبائل شمر الذين كانت تحل في ذلك الوقت علي الضفة اليمنى لنهر الفرات فيما بين كربلاء والبصرة. وهكذا أسرع جميع الرجال القادرين علي القتال الي حائل، ثم اتجه جنوبًا فنزل القرعاء يوم 3 جمادى الآخرة 1308هـ/13 يناير 1891. فدارت في القرعاء معركة انتهت بانتصار أهل القصيم، ولم يستطع ابن رشيد إشراك خيله في المعركة، فارتحل إلى المليداء حيث المحل الواسع لحركة الخيل. فتبعه أهالي القصيم يوم السبت 13 جمادى الآخرة/23 يناير، فوجدوه متحفزًا حيث فاجأهم بهجوم صاعق قتل منهم خلق كثير، وفي مقدمتهم زامل السليم، وأُسِر حسن بن مهنا حيث سُجِن هو وأولاده في حائل وبقي فيها إلى أن توفي سنة 1320هـ/1902م. ولما علم عبد الرحمن بهزيمة أهل القصيم خرج من الرياض، فتولى أخوه محمد بن فيصل مكانه، فأقره ابن رشيد على ذلك. إلا أن عبد الرحمن لم يستكن لذلك، فجمع أنصاره من الجنوب والبادية في 1309هـ/1891م وانضم إليه ابراهيم بن مهنا أبا الخيل أخو حسن، فدخل الرياض سلمًا. ثم ذهب إلى قرية حريملاء، حيث فاجأه فيها ابن رشيد بهجوم مباغت، ففر عائدًا إلى الرياض ثم إلى الأحساء.
شاع بين الناس في وقته أنه القحطاني الذي أشار إليه حديث الرسول لشدة عدله، وأشار الشيخ البسام إلى أن الشيخ علي بن وادي ذكر لابن رشيد عندما قابله سنة 1299هـ/1882م أن أهل العلم في السودان يروون أحاديث القحطاني الذي يسود الناس، وأنهم يترقبون منكم أي ابن رشيد إعلان الجهاد في سبيل الله.

وهو (صاحب مقولة:كل حكم له صوله وجوله .. وحكم غير حكم الله يزول).

## البداية
ولد في حائل سنة 1252هـ/1836م في فترة الحملة المصرية الثانية على نجد بقيادة إسماعيل بك وخالد بن سعود. وأخواله آل علي حكام جبل شمر، فأمه هي «سلمى بنت محمد بن عبد المحسن آل علي». وأمها شماء أو «شمة» بنت عيسى العُنَين من القوعة من آل ريا من الجعفر. وتمكن من تعلم القرآن والتجويد ومبادئ القراءة والكتابة والرماية وركوب الخيل والحرب. ووصفه مقبل الذكير وآن بلنت وغيرهما من الرحالة الأوروبيين:«بأنه مربوع القامة، إلى الطول أقرب، نحيف الوجه، في وجهه بعض الجدري، وجنات غائرة وشفتان دقيقتان. وعينان عميقتان ونفاذتان، ولحية سوداء خفيفة. معتدل الجسم لا نحيف ولا سمين، ولونه أيضا معتدل». وكان كثير المغازي وأغلبها على قبيلة عتيبة لأنهم لم يألفوه ولم يعطوه الطاعة، ومع ذلك فقد مدح عتيبة سنة 1311هـ/1894م عندما نزل على البرجسية من ضواحي الزبير فذم أهل الزبير قائلاً:تعدون أنفسكم مثل عتيبة طوال الإيمان، عتيبة الذبن صبحتهم سبعة وأربعين صباح، يوم نأخذهم ويوم يكسرونني ويقلعون خيلي.

### أعماله قبل توليه الحكم
ما إن عملت منطقة الجوف بوفاة الأمير عبدالله بن رشيد حتى انتفضت واستدعى وجهاؤها «فيصل بن نايف الشعلان» أمير قبيلة الرولة العنزية، وأنزلوه عندهم وطردوا أميرها من طرف ابن رشيد، فأرسل طلال في 1263هـ/1847م قوة عسكرية بقيادة أخيه متعب لاسترداد الجوف، ولكنه انهزم أمام تحالف أهل الجوف مع ابن شعلان، فأرسل حملة أخرى بقيادة عمه «عبيد» في 1264هـ/1847م، لكن الحملة توقفت بعد وصول الأمير عباس باشا ومعه عساكره حيث حل ضيفًا على ابن شعلان، وقد تدخل عباس باشا بين الطرفين وطلب من عبيد الانسحاب، فانسحب عبيد من الجوف مؤقتًا حتى سنة 1264هـ/1848 عندما توفي والي مصر ابراهيم باشا فحل مكانه عباس باشا في حكم مصر. وبعد خروجه قاد الأمير طلال قواته بنفسه لاستعادة الجوف -وقد كان ابن شعلان وقتها قد خرج من الجوف- وقد تمكن من استعادتها بسرعة. وقد شارك محمد بن رشيد معه في تلك الحملة، وقد أصيب جراؤها بطلق ناري في قدمه، ولم يستخرج الطلقة إلا عندما ذهب إلى العراق. ثم كانت مشاركته في قوات قادها عمه عبيد بن رشيد في حملة محمد بن فيصل ضد عنيزة في شعبان 1278هـ/فبراير 1862م، والتي استمرت أكثر من عام. وفي سنة 1283هـ/1867م تولى إمرة الحجيج بعد أخيه متعب الذي تولى منصب إمارة حائل بعد وفاة طلال، وقيل أن محمد بن رشيد لم يطلب إمارة الحاج إلا في ولاية الأمير بندر الطلال سنة 1869م.

## تصالحه مع بندر بن رشيد وعودته
بعد أن قتل بندر الطلال عمه متعب بن عبد الله نصب نفسه حاكماً لحائل في 1869م وعمره آنذاك 20 عامًا. وكان محمد عم بندر وقتها وافدًا في الرياض على الإمام عبد الله بن فيصل بن تركي آل سعود ومعه هدايا الجبل، فلما بلغه الخبر غضب وقرر البقاء في الرياض عند الإمام عبد الله بن فيصل الذي هو متزوج من أخته نورة ثم ابنة عمه طريفة بنت عبيد، وأيضا تحجج بطلب العلم، ولكن كان السبب الرئيس لبقائه هناك هو وجود عمه الأمير عبيد في حائل ولم يرغب بالتصادم معه، وتشير مصادر إلى أن لعبيد يدًا في مقتل متعب، وقد عرض عليه الإمام تسوية مشكلته مع أبناء أخيه، لكنه رفض  بسبب عمه.
قرر بندر بالسير على سياسة أبيه طلال وتقريب عمه عبيد إليه (وقد أضحى طاعنًا في السن) طمعاً في هيبته وسلطته المعنوية على بقية أفراد الأسرة. إلا أن وفاة عبيد سنة 1286هـ/ أواخر 1869 قد أفقده السند في مواجهة بقية أفراد الأسرة، وأخطرهم كان عمه محمد العبدالله الموجود في الرياض. خاف بندر من أن يساعد الإمام عبد الله عمه محمد عليه، فتوجه بهدايا إلى الإمام واعتذر إليه عن قتله لمتعب، وطلب منه التوسط لدى عمه، فاجتمع به وقال له:أنت عمنا وخليفتنا في أبينا، وأن أردت الأمر فأنا أعاهدك أن الأمر لك وأنا خادمك. فرد محمد: لاأريد هذا الأمر، فهو لأبيكم ولكم، ولكن أريد إمارة الحاج. فاتفقا بينهما في حضور الإمام عبد الله على التالي:
1. يبقى بندر الطلال حاكماً على حائل وتبقى بيده القوة العسكرية والسياسة الخارجية.
2. يعين محمد العبد الله أميرًا على قوافل الحج والتجارية، فاتفق الاثنان على ذلك وعادا معاً إلى حائل.[48]

## استيلائه على الحكم
بعد عودة محمد إلى حائل واستلامه منصب حماية الحاج، جرت الأمور هادئة حيث بندر رجل أخلاقه حميدة، ولكن إخوانه تنكروا لعمهم وغيروا أحوال بندر وأخافوه من عمه. وسرعان ما اندلع النزاع بينهما، حين أصدر الأمير بندر الطلال أمراً للجميع بعدم التعامل مع أي فرد من قبيلة الظفير وألا يسمح لهم ولا لقوافلهم بدخول حائل. وكان الأمير بندر يعلم بأن لعمه محمد تجارة من العراق، وأنه يستأجر إبلاً لينقل البضاعة من العراق إلى حائل. وفي سنة 1289هـ/1872م وبعد ارجاع الحاج إلى النجف، وصلت الأخبار إلى محمد بأن الغلاء والجفاف في نجد قد وصل حائل، وأن أهلها أصابهم القحط، فأعلن: من أراد أن يحمل لنا عيش (تمن وهو الأرز) إلى الجبل نعطيه حملين، لنا حمل وله الحمل الآخر كائنا من كان. فأتاه خلق كثير، ومن جملة من أتوه رجال من قبيلة الظفير فحملوا مقدار خمسمئة حمل لمحمد الرشيد، وهو مايسمى بالميادة، ولكن اشترطوا أن يحميهم من ابن أخيه بندر، فعرض لهم محمد وجهه وضمن لهم جمالهم وأرواحهم طمعًا منه بأن تنتفع حائل واهلها منهم. فاستقل مع محمد ابن رشيد 4000 جمل كلها محملة بالتمن أو الأرز. ومع ذلك فقد خاف محمد من بندر أن لا يمضي له ما أراد ويؤمن الظفير، وفلما قرب من حائل ومعه الحدرة (القافلة) أمرهم أن يقيموا على ماء يبعد عن حائل مسيرة يومين ويركب هو بنفسه ويواجه الأمير بندر ويخبره بما فعل. فلما وصل حائل اتجه إليه حيث كان في مكان يسمى الخريمي شمال شرق السمراء وأسفل حائل لغرس النخل فيها، وقيل كان يتنزه في بعض ضواحي حائل، وقيل أنه كان في بستان له في أسفل البلد يغرس فيه، ويبعد عن القصر ثلثي الساعة، ولم يكن مع بندر أحد من أخوته، بل كان معه حمود بن عبيد بن علي الرشيد، وكانت بين حمود ومحمد صداقة قديمة، وقد كان حمود حاضر عملية الاغتيال. فقدم محمد إلى بندر ومعه خمس ركايب، وأخبره بخبر الظفير ومجيئهم معه. فامتعض بندر وتغير لونه قائلا: مأخوذين مذبوحين. فقال له محمد: أنا أعطيتهم وجهي ثقة بك، فانظر أنت فالمصلحة عامة للشيوخ ولأهل حائل. فرد عليه بندر: أنت مالك وجه، مأخوذين مذبوحين. فسكت محمد وكظم ما يختلج في نفسه حيث هم بالفتك به.
فلما صلوا العصر أمر بندر أحد خدامه أن بعطي محمد فرسًا ليركبها بدلا من راحلته، لأنه يريد محادثته وهما يسيران، وقيل أن محمدًا عندما وصلا فوق وادي الأديرع طلب من أحد اتباعه أن يعطيه فرسه ليري الأمير أنه أخرج الرصاصة التي كانت في رجله، فقفز على صهوتها ثم بخفة البرق قفز خلف بندر فأغمد خنجره في جوفه، فلما أحس بالموت قال: يامحمد ياعمي، فرد عليه: ماجعلت في قلوبنا رحمة أو محبة. بينما ذكر ضاري الرشيد أن محمد أراد أن يري بندر مكان الرصاصة التي اخرجها، فلما مال بندر، فإذا يد محمد اليسرى على رأس الأمير والخنجر بيده اليمنى، فسحبه وطعنه بقوة وسقطا، فما وصل بندر الأرض إلا ميتاً. ولم يتدخل خدم بندر في الأمر لأن من عادة خدام آل رشيد وعبيدهم أنهم لا ينصرون بعضهم على بعض إذا تقاتلوا بينهم، بل يطيعون القاتل إن أصبح أميرًا عليهم.

### استلام محمد الرشيد الحكم
لم يتمكن محمد بعد قتله بندر أن يقدم على احتلال قصر الإمارة، فلا أخوة له أحياء ولا أبناء لأنه عقيم، فبقي خارج حائل متخوفًا من عدم مساعدة أهل حائل له، وقصد قلعة عيرف في جبل الأعيرف المطل على حائل يراقب تطورات الوضع. أما ابن عمه حمود العبيد فبعد أن رأى مقتل بندر -وقد كان يؤيد محمد ضمنيًا على ذلك- توجه مباشرة إلى حائل ودخل قصر برزان نحو غرفة السلاح وقام بتوزيع البنادق والسيوف على خدمه ورجاله، ووزعهم داخل القصر، حيث إخوة بندر موجودين بالقصر، وبعدها علم أبناء طلال بمقتل أخيهم فتحصنوا في القصر بعد أن حاصرهم حمود، أما أهل حائل فلم تكن لهم الرغبة في مساعدة إخوة بندر لما يعهدون فيهم من شر. وفي تلك الأثناء قدم محمد ومعه حوالي 40 رجلا من أهل لبدة وتوجه نحو القصر، وقد تمكن حمود من فتح ثغرة فيه فدخلوا فيه جميعًا، فهرب من ليلته كلا من سلطان وبدر ومسلط أبناء طلال الرشيد، وفي الصباح دخل محمد وحمود القصر، فنصب محمد نفسه حاكماً لحائل، وكان ذلك سنة 1289هـ/1872م. ثم بعث إلى الظفير فأتوا ونزلوا حائل وباعوا وابتاعوا مدة أيام ثم رجعوا أوطانهم مكرمين.

### مشكلة أبناء طلال
بعد محاصرة قصر برزان هرب الأبناء الكبار للأمير طلال وهم: بدر ومسلط وسلطان من القصر. أما سلطان فقد وقع من القصر وانكسرت رجله واحتجز في بيت، واما بدر فقد هرب إلى من حائل فخرجت وراءه سرية تبحث عنه فوجدته قد وصل الجبل بمقدار خمس ساعات، واما مسلط فقد ضاع في الصحراء فوجدوه فاقتادوه، وهؤلاء الثلاثة قد قتلهم محمد بن عبد الله. أما البقية فقد كانوا صغارًا، فبعد ثلاث سنوات أي في سنة 1291هـ/1874م قتل نهار وعبد الله لمحاولتهم الأخذ بثأر إخوانهم، وفي سنة 1881م قتل الأخ الأصغر نايف، في حين ذكر الحماد أن نايف بن طلال قتل سنة 1304هـ/1887م بطلق ناري خاطئ إثناء مشاركته أداء العرضة ولا يعرف من قتله.

## بداية عهده
لم تكن لدى ابن رشيد في بادئ الأمر من قوة إلا حوالي 500-600 فارس من الحضر والبدو، لكنه تمكن من رفع العدد إلى ألفي فارس بعد أن التحق به عربان من قبائل عنزة، بالإضافة إلى اتفاقه مع أفخاذ حرب ومطير. وبعدها بدأ بتوسيع مناطقه، فأخذ تيماء وخيبر والعلا وعين فيها موظفين لتحصيل الزكاة، ثم توسع فأخذ وادي السرحان ومد نفوذه إلى تدمر، حتى أكملها سنة 1297هـ/1880م باقتحام إقليم حوران ووصل إلى بصرى على بعد 70 ميلا من دمشق، ثم عاد بعدها إلى حائل وصالح قبائل الشمال.

### الجوف
استغل أهالي الجوف (دومة الجندل وسكاكا) القلاقل التي جرت في حائل بعد مقتل أميرها بندر بن طلال على يد عمه محمد، فأرسلوا إلى «هزاع بن نايف الشعلان» أمير قبيلة الرولة العنزية يطلبون منه المساعدة، فوافق ابن شعلان على مساعدتهم، إلا أن النجدة لم تصل. فأرسلوا إلى الباب العالي طالبين إلحاق الجوف إلى ولاية الشام، وكان ذلك سنة 1290هـ/1873م. فوجهت الدولة العثمانية محافظ الحج «محمد سعيد باشا» بإرسال فرقة عسكرية بقيادة «عباس باشا» لإلحاق الجوف بولاية الشام، وعندها توجه الأمير محمد ابن رشيد إلى الجوف وعقد اتفاقا مع الباشا بحيث يجمع أهالي الجوف ويطلب من كل بيت مئة مجيدي مقابل الحماية، فرفض الأهالي دفع ذلك المبلغ، فطلب منهم التوقيع برفضهم حماية الدولة، فوقعوا على العريضة، فقام عباس الباشا بمراجعة والي الشام «حالت باشا» ومحافظ المدينة المنورة «خالد باشا» والحكومة المركزية في الأستانة، وانتهى الأمر بإلحاق الجوف لإمارة حائل مع دفع زكاة سنوية لخزينة الحرمين الشريفين. وبعدها أعطى محمد بن رشيد عباس باشا 35 ذلول (جمل) هدية فأخذهم ورحل. وردًا على مشكلة الجوف، قام ابن رشيد بتحصيل زكاة منطقة خيبر الخاضعة لمحافظة المدينة المنورة.

### واقعة المديرس
بعد أن خرج عباس باشا من الجوف حل محمد بن رشيد محله ودخل «قصر خزام»، فجمع أهالي سكاكا والجوف «دومة» الذين عاهدوه على السمع والطاعة، وقبلوه أميرًا لهم. ثم أخذ أسماء الأشخاص الذين جلبوا عباس باشا إلى الجوف، وعاد إلى حائل بعد أن ولّى جوهر واليا عليها. وبعد 3 أشهر أرسل ابن رشيد سرية بقيادة فهاد العيادة إلى الجوف، فأخذ الأشخاص الذبن سجل أسمائهم ممن راسل الدولة العثمانية لجلب جنودها، وارتحل بهم إلى حائل. وكان عددهم أكثر من سبعين رجلا، وقد أخذ بعضهم إلى حائل وسجنوا هناك لأكثر من ست سنوات، بينما أعدم الباقي في مكان يقال له مديرس في رمال النفود بين حائل وسكاكا قريبا من هجرة الشقيق الحالية.
طريفة
عندما قتل فلاح الشردان -شيخ الراشد والدغيفق في المعاقلة في مدينة سكاكا- ابن عمه شنوان، خاف من عقوبة ابن رشيد له، فسافر مع شكر السهيان (المكلف بجمع زكاة الجوف لابن رشيد في الفترة 1860-1871) إلى حائل لتسوية الأمر/أو أمور أخرى. فعندما دخل شكر على محمد بن رشيد، سأله ابن رشيد: من معك؟ فقال: فلاح الشردان. فقال ابن رشيد:الحمد لك يارب، بعدما أتى بالدولة إلى ديارنا -ويقصد العثمانيين عندما قدموا في حملة على الجوف سنة 1871م بعدما طلبهم الشردان وغيره من زعامات الجوف- ساقه الله إلينا، فاقترب فلاح من ابن رشيد للسلام عليه، فرد عليه: لا عليك السلام. فقال له فلاح: لماذا؟ لا ياخو نورة، وأنا الذي قتلت توًا ابن عمي لأجلك. فقال ابن رشيد: أهو صادق يا شكر؟ فقال شكر: أي نعم صادق، فقد قتل شنوان. فقال ابن رشيد: زكاة المعاقلة يجمعها فلاح، وينطي (يعطي) الحكم مراده منها.

### مساعدته بريدة
عندما اندلع النزاع بين الأخوين عبد الله وسعود أبناء الإمام فيصل بن تركي آل سعود، كان موقف إمارة آل رشيد هو الحياد، واستمر الحياد إلى وفاة سعود سنة 1291هـ/1874م. وفي سنة 1292هـ/1875م تصاعد الخلاف بين آل بو عليان حكام بريدة السابقين وبين آل مهنا حكامها الحاليين، حتى وصل الأمر بقتل أميرها مهنا أبا الخيل للاستيلاء على حكم المدينة، ولكن الأمر لم يكتمل وجرى قتل المتآمرين الذين قدموا من عنيزة وبمساعدة أميرها زامل السليم، فقدم آل بو عليان على الإمام عبد الله بن فيصل بعد استقراره في الرياض ومعهم كتاب من زامل السليم أمير عنيزة يطلب منه القدوم إلى القصيم واحتلال بريدة، ويعده بالمساعدة. فأحس حسن المهنا أمير بريدة بخطورة الوضع عندما قدم آل بو عليان إلى الرياض، فكتب إلى أمير الجبل محمد بن رشيد وعقد معه اتفاقًا سنة 1293هـ/1876م نص على ما يلي:«أن العدو هو عدو للجميع، والصاحب كذلك، وأن بريدة والقصيم ما عدا عنيزة لحسن، وما يستولون عليه من بادية وحاضرة نجد يكون لابن رشيد». وتوج هذا الاتفاق بزواج الأمير محمد بن رشيد من لولوة بنت مهنا أخت الأمير حسن، وتزوج الأمير حمود بن عبيد من منيرة بنت الأمير حسن بن مهنا. ثم توجه عبد الله الفيصل بجنوده إلى القصيم لقتال حسن المهنا، فلما علم ابن رشبد بخروجه، أرسل كاتبه ابن عتيق برسائل إلى الأمير زامل وعبد الله بن عبد الرحمن البسام يلتمس منهما عدم مساعدة عبد الله بن فيصل وألا يكونوا سببًا في سفك دماء المسلمين، وقد ذكر لهم أنه إن وصل عبد الله الفيصل إلى القصيم، فإنه -أي ابن رشيد- فسيقدم القصيم لمساعدة أمير بريدة حسن آل مهنا. ثم أرسل حسن المهنا إلى محمد ابن رشيد يستحثه بالقدوم، فبرزت قوة محمد ابن رشيد عندما استنفر قبائل شمر وحرب وهتيم وبني عبد الله من مطير وتوجه بهم إلى بريدة ودخلها، وبدا ضعف ابن سعود عندما تأخر عقاب بن حميد بقبيلته برقا العتيبية، فطلب الأمير زامل من عبد الله البسام أن يسعى بالخير بين الطرفين. فركب إلى محمد بن رشيد واتفق معه على أن عبد الله الفيصل يرجع إلى الرياض وانه يرجع إلى حائل، فرجع عبد الله الفيصل إلى الرياض، في حين أقام ابن رشيد على بريدة مدة أيام ثم رجع إلى بلده. وكان ذلك في شهر ربيع الأول 1293هـ/أبريل 1876م.

### التمادي في القصيم
اشترط ابن رشبد على حسن آل مهنا تبعية البلاد التي تدخل في طاعتهم عدا القصيم، أما غنائم الحرب فتكون قسمة بينهما. فتشجع حسن المهنا على التمادي وشن غاراته في محرم 1294هـ/فبراير 1877م على شقراء في منطقة الوشم وهي تابعة للإمام عبد الله، ولما صُدَّ استعان بحليفه ابن رشيد وهاجموا قبيلة عتيبة المؤيدة لابن سعود فاستولوا في طريقهم على محاصيل أشيقر ونهبوا بيوتها، ورغم تبعية إقليم الوشم للامام عبد الله إلا أنه من ضعفه لم يحرك ساكنًا لصد المعتدين وفي نفس السنة أي 1294هـ/1877م قام آل بو عليان بزيارة محمد بن رشيد لخطب وده وكسبه إلى جانبهم، غير أن ابن مهنا قطع الطريق أمامهم، فبعد عودتهم من حائل أرسل سرية تتطلبهم، فوجدتهم في موضع إسمه قرية عائدين إلى بلدة عنيزة فقتلتهم.

## أول احتكاك مع الكويت
يعود أول احتكاك بين ابن رشيد والكويت إلى سنة 1295هـ/1877م عندما أغار أهالي الكويت على الأجفر واستولوا على إبل ابن نويحر العنزي الذي كان تابعًا لإبن رشيد. مما دفع محمد بن رشيد إلى غزو أطراف الكويت وأخذ يتعرض للأعراب القاطنين حولها، وكانت طائفة من العوازم نازلة الصبيحية، فأغار عليها ونهب مواشيها، فلما علم الشيخ عبد الله بهذا الأمر هب لمجابهته، ولما وصل منطقة ملح بلغته الأنباء بأن ابن رشيد قد ارتحل من حدود الكويت وعاد إلى نجد بحيث لا يمكن اللحاق به، فقفلوا راجعين إلى الكويت. وفي سنة 1299هـ/1882م أخذ محمد بن رشيد سلطان الدويش ومعه مطير على الجهرة قرب الكويت، ولم يكن لأهل الكويت طاقة لمقاومة ابن رشيد، فخرج الشيخ عبد الله بن صباح ومعه وجوه الكويت إلى مخيم ابن رشيد في الجهرة، وترجوه أن يعيد لهم أسراهم وأموالهم، فقبل ابن رشيد رجائهم ورحل من الجهراء. وسبب تلك الغارة أن عريب دار الكويت تعدوا على شمر قبل ثلاث سنوات، واشتكاهم ابن رشيد على الصباح عدة مرات من غير فائدة، وبعدها أغار محمد بن رشيد عليهم وأخذ منهم جانب. فبعدها صار اهل الكويت يخابرون سرًا أمير بريدة حسن بن مهنا وأمير عنيزة زامل بن سليم بأنهم معهم ضد ابن رشيد. وبالرغم من ذلك فإن العلاقة بين محمد ابن رشيد والشيخ عبد الله ظلت جيدة، بدليل مساعدة شيخ الكويت لابن رشيد في نشاطه ضد آل سعود خلال سنوات 1302-1305هـ/1885-1888م، كما سهلت الكويت استيراد الأسلحة لابن رشيد عن طريق ميناؤها. وفي سنة 1309هـ/1891م توجه محمد بن صباح إلى حائل وهو في طريقه للحج، فقابل محمد ابن رشيد فأكرمه وأزال مابينهما من خواطر، وترجمت الزيارة إلى موقفين عمليين: الأول هو تسهيل مرور الأسلحة إلى حائل، التي كان أميرها في صراع على السلطة مع أمراء نجد في القصيم والرياض، والثاني هو منع الشيخ محمد الصباح لآل سعود من الإقامة في الكويت، حفاظًا على العلاقات مع حائل، ولم يقبل بهم ضيوفًا عنده إلا عندما وافقت السلطات العثمناية على طلبهم. واستمرت الأحوال ساكنة إلى أن قتل مبارك بن صباح أخويه محمد وجراح سنة 1313هـ/1896م

### لقائه مع راكان بن حثلين
وفي شهر رمضان 1295هـ/ سبتمبر 1878م نزل الشيخ راكان هو ورفاقه في جدة بعد اطلاق سراحهم في اسطنبول، فزاروا مكة والمدينة، ومن المدينة توجهوا إلى حائل حيث استقبلهم الأمير محمد بن رشيد استقبالا طيبًا، وودعهم بعد أن أعطاهم ثلاث نياق وخرجًا مليئًا بالريالات الفضية.

## توجس والي الحجاز وأمير مكة منه
كشف تدخل محمد بن رشيد لصالح بلدة بريدة مدى ضعف حكم عبد الله بن فيصل، بل وأظهرت تلك المجابهة أن محمد بن رشيد هو اللاعب الجديد والقوي في الجزيرة العربية، ففي سنة 1293هـ/1876م الذي عرف بعام السلاطين الثلاثة، ثم اندلعت الحرب الروسية العثمانية فاضطربت أمور الدولة العثمانية، وحدث اثناءها اضطرابات في الحجاز نتيجة لقيام القبائل بالتعرض للحجاج، فامتنع محمد بن رشيد عن دفع زكاته السنوية بعد أن رأى اضطراب أمور الدولة. فكتب كلا من والي الحجاز وأمير مكة خطابًا إلى الصدارة في صفر 1295هـ/فبراير 1878م يشتكون منه، فقد تحول أمير حائل من مطيع للدولة إلى شخص يثير المشاكل في المنطقة، ورفض دفع الزكاة المفروضة عليه، وحرّض سكان خيبر والقصيم الخاضعة للمدينة على عدم دفع الضرائب السنوية للحكومة والاكتفاء بدفعها له. وعمل على كسب قبائل عتيبة ومطير ضمن حلفه لتقوية شوكته، وطالبا بسرعة تأديبه قبل أن تقوى شوكته، وإلا سيكون الوضع شبيه لما حدث مع الوهابيين. والذي أشعل ذلك التوجس هو جمع الزكاة من تلك المناطق، فالبدو اعتادوا على الميل نحو الجهة التي يشعرون أنها أقوى فيدفعون إليها الزكاة، والأمر الآخر هو الخوف من قوة ابن رشيد الذي تمكن من توسيع تحالفاته وجمع أقصى ما يمكن من المقاتلين، أما مكة والمدينة فلديهما طابوران يتكون كل واحد منهما من 300 فرد، وهو بالكاد يكفي لضمان الأمن في تلك النواحي.

## التمدد نحو نجد

### المجمعة
عقد أهالي المجمعة وسدير حلفًا مع الأمير محمد ابن رشيد، واتفقوا معه أن يكونوا تابعين له وتحت حمايته، وهم الذين ثاروا ضد الإمام عبد الله سنة 1295هـ/1878م لتحقيق استقلالهم عن نجد. فحشد الإمام عبد الله سنة 1299هـ/1882م جيوشه المؤلفة من البدو والحضر في وادي حنيفة للزحف على المجمعة ومحاصرتها. فنزل بلدة حرمة وحاصر المجمعة وقطعوا كثيرا من نخلها. فاستنجدت المجمعة بابن رشيد، فخرج بجنوده من حائل واستنفر من حوله من بادية شمر وحرب وبني عبد الله من مطير وتوجه إلى بريدة ونزل عليها ومعه جنود عظيمة، وكان حسن آل مهنا قد جمع جنودًا كثيرة من أهل القصيم وبواديها وانضم إلى جيش ابن رشيد، حيث عسكروا عند منطقة الزلفي. ويبدو أن طول فترة الحصار التي استمرت أربعين يومًا دون نتيجة، إضافة إلى قرب وصول قوات ابن رشيد بقواته المتفوقة، قد أوقع الفشل في اتباع الإمام عبد الله وعلى رأسها قبيلة عتيبة التي انسحبت من حربه منهزمة، فارتحل الإمام بأتباعه من المجمعة وعاد إلى الرياض. فدخل ابن رشيد المجمعة في شهر رمضان 1299هـ/أغسطس 1882م وعين سليمان بن سامي قائدًا لحامية المجمعة. وبذلك انفصلت المجمعة عن الرياض وانضمت إلى إمارة ابن رشيد. أما محمد بن رشيد فإنه ارتحل من المجمعة ونزل الزلفي ثم ارتحل من الزلفي ونزل بريدة ثم الكهفة حتى دخل بلاده حائل.

### معركة عروى
أثارت أطماع محمد بن رشيد في الاستيلاء على أقاليم نجد الأمير محمد بن سعود بن فيصل الذي طلب من إخوته تناسي خلافاتهم مع عمهم عبد الله والخروج لقتال عدوهم المشترك الأمير محمد بن رشيد فلم يوافقوه، فخرج بنفسه سنة 1300هـ/1883م وقصد بوادي قبيلة عتيبة يستنجد بهم على ابن رشيد. فأجتمعت اليه عتيبة (برقا وروقا) لمعاداتهم لابن رشيد وميلهم لآل سعود. فبلغ ابن رشيد أن محمد بن هندي شيخ عتيبة أراد غزو ابن شيد في حائل، فخرج من حائل بجنوده من البادية والحاضرة وإتجه مسرعاً إلى تجمع عتيبة، وكتب إلى حسن بن مهنا أن يقدم اليه بجنود أهل القصيم. والتقي ابن رشيد بهم علي ماء يسمي عروى فثبت الأمير محمد بن سعود ومن معه من بوادي عتيبة وهزموا ابن رشيد أول الأمر، إلا أن وصول حسن بن مهنا بجنوده من أهل القصيم قد أنقذوا ابن رشيد من هزيمة محققة وقلبها إلى نصر. فاستطاع ابن رشيد دحر قوات محمد بن سعود واجبارها على الانسحاب إلى الخرج. وكانت الهزيمة قاسية على عتيبة إلى حد أنها انضمت بعدها إلى الإمام عبد الله عندما أراد استرداد المجمعة.

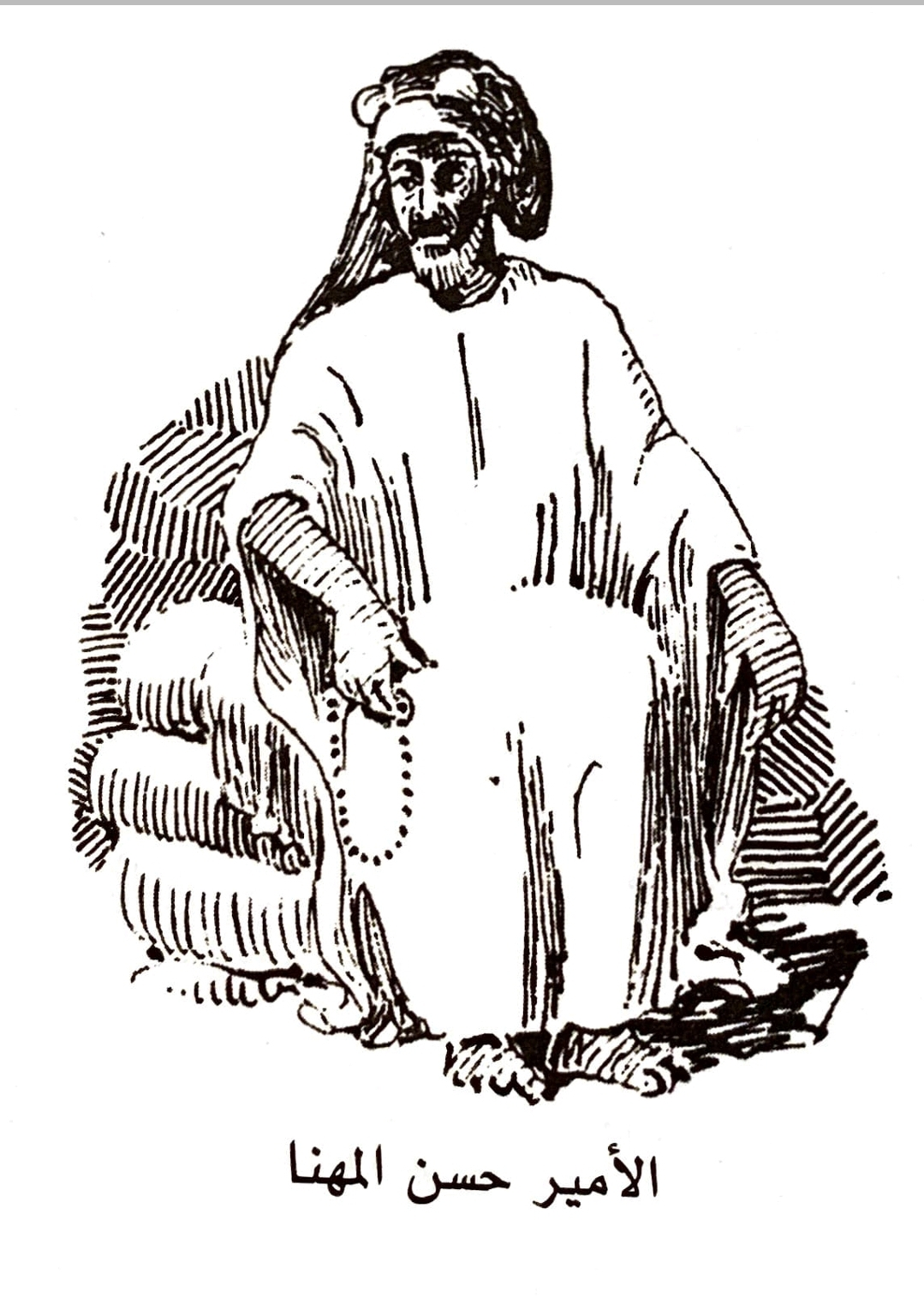
حسن بن مهنا حسب رسم اويتنغ

### معركة أم العصافير
لم تحسم معركة عروى أيا من الطرفين، بيد أن ابن رشيد تعرض للهزيمة في أول الأمر، وهذا ما شجع عتيبة للانضمام إلى جيش الإمام عبد الله عندما أراد استرداد المجمعة، فخرج من الرياض في ربيع الأول 1301هـ/يناير 1884م ونزل على بلدة شقراء حيث اجتمع عنده جنود البلدات والبوادي الخاضعة له، ثم ارتحل حتى نزل سهل حمادة في روضة ام العصافير شمال أشيقر. ولما بلغ سليمان بن سامي أمير المجمعة بخروج الإمام إليهم كتب إلى ابن رشيد وحسن آل مهنا أبا الخيل أمير بريدة يخبرهما بذلك ويستحثهم للقدوم. فخرج محمد بن رشيد بجنوده واجتمع هو وحسن آل مهنا في الجعلة ومعهم جنودهما حيث توجهوا نحو عبد الله الفيصل ومن معه من عتيبة. فصبحوهم يوم الإثنين 28 ربيع الآخر 1301هـ/25 فبراير 1884م في روضة أم العصافير، فدار قتال شديد بينهما، حتى صارت الهزيمة على الإمام عبد الله ومن معه من القبائل وعربان عتيبة. وذكر شارل هوبر أن ابن رشيد كسب كثيرًا وأخذ جميع أموالهم. وكان ذلك أول صدام مسلح مباشر بين الإمام عبد الله ومحمد بن رشيد، وبعد هذه الواقعة بقي ابن رشيد في الحمادة مدة حيث قام بتنظيم شؤون المنطقة الإدارية تمهيدا لربطها بحائل.

ومن أبرز نتائج تلك المعركة:
1. دخول سدير والوشم في طاعة ابن رشيد، فوفد عليه في الحمادة أمراء البلدتين لتقديم الطاعة له، فعين أمراء جدد عليهما ليربطهما بحائل.[10]
2. طَمَعَ ابن رشيد بعد هذه الموقعة في الاستيلاء على باقي نجد، فأخذ يكاتب رؤساء البلدان في ذلك ويبذل فيهم المال.[103]
3. لم يتمكن عبد الله الفيصل في استرداد سلطته على الوشم وسدير، وانحسر نفوذه في الرياض وما حولها، بينما بقي أبناء أخيه سعود مسيطرين على الخرج جنوب الرياض.[10]

## علاقاته مع الدولة العثمانية
كانت معرفة العثمانيين بالأمير محمد هي قبل توليه الحكم، وذلك عندما التزم مع أبناء أخيه طلال بقيادة قوافل الحج بين العراق ومكة والمدينة، فقد أتاحت قيادة القوافل الفرصة له بالتعرف على المسؤولين العثمانيين الذين توسموا فيه الذكاء والقوة، فطلب السيد خالد شيخ الحرم المدني منح ابن رشيد الوسام المجيدي من الدرجة الثالثة ورتبة أمير الأمراء، فوافقت السلطات العثمانية على منحه الوسام المجيدي فقط، علمًا أن أمير حايل آنذاك بندر الطلال لم يمنح له الوسام بعد. وبعد توليه الإمارة سنة 1289هـ/1872م منحته الوسام العثماني من الدرجة الثالثة -وهو أرفع من الوسام المجيدي- في 1290هـ/1873م وذلك لاستمالته إليها وإبعاده عن السير في الفلك السعودي. لذا قام محمد بن رشيد بتقديم زكاته سنويًا إلى شيخ الحرم المدني ومقدارها 3000 مجيدي، ومعها 60 رأسًا من الإبل وستة رؤوس من الخيل.
وبالرغم من بعض المواقف السلبية فإن ابن رشيد لم يقطع اتصالاته مع الدولة العثمانية، وأصر بالرسائل التي كان يبعثها إلى السلطان عبد الحميد عن إعلان تبعيته، وكان يدعو له بالجمع والأعياد. وكان يعلم بالمساعي التي بذلها خصومه لتشويه صورته عند السلطان، لذلك كان يستغل كل فرصة لتبرئة ساحته مما يشاع ضده. كما قام ابن عمه حمود العبيد الرشيد بكتابة قصيدة دافع فيها عن الأمير محمد وضمنها مدحًا واعتذارًا للسلطان عما يبلغه الوشاة في حق أميره. كما أنه دائمًا ماكان يرسل إلى السلطان بخيول أصيلة هدايا له، وكانت تلك الهدايا لها نتائج ايجابية في إرضائه، فاعتبره السلطان أعلى مكانة من باقي شيوخ وامراء المنطقة، مما مكنه من صنع علاقات مميزة جعلته يتحرك بحرية في نجد لتوطيد نفوذه. وكان دائمًا ينادي في سوق حائل في المواسم: «بأن الولاية فينا لعبد الحميد» حتى أن محافظ المدينة أشاد في خطاب رفع إلى الصدارة العظمى يوم 25 جمادى الأولى 1290هـ/20 يوليو 1873م بتعاون ابن رشيد معه، إذ هاجم رجال من عشيرة الموهوب قافلة حجاج أهل القصيم، فسارعت المحافظة بإرسال العساكر إلى جبل علم الذي يبعد سبع مراحل عن المدينة المنورة، وبمساعدة محمد بن رشيد جرى استرجاع المنهوبات.

### احتكاكه مع آل السعدون
عندما فشل تمرد السعدون في رمضان 1298هـ/أغسطس 1881م انسحب فالح السعدون وسعدون السعدون بجيشهما مع عوائلهم إلى بر الشامية حيث بقوا فيها لمدة شهرين، حتى وردتهم أنباء بأن محمد بن رشيد ينوي غزوهم بعد أن علم بأن لديهم أموالا جمة سهلة السلب، فتركوا مناطقهم وتوجهوا إلى الحويزة عند مزعل بن جابر الكعبي أمير عربستان، الذي استضافهم سنتين إلى أن سمحت الدولة العثمانية بعودتهم إلى ديارهم سنة 1884م.

### توجس العثمانيين من تدخل الإنجليز
ومع ذلك لم تكن قوته المتزايدة لتخفى عن الإنجليز الذين يتابعون الوضع عن كثب. ففي 23 جمادى الأول 1301هـ/21 مارس 1884م أرسل محافظ المدينة إلى القيادة العسكرية العليا في الأستانة بأن سبعة عشر إنجليزيا قاموا بزيارة ابن رشيد، وأهدوه تسعة صناديق من بنادق مارتيني وطقمين من السروج الفضية، وأنهم أقاموا عنده عدة أيام واستخرجوا منه خريطة تحتوي على الطرق والآبار وأسماء العشائر الموجودة في المنطقة، وأن خمسة عشر رجلاً منهم رجعوا وما زال إثنان منهم في معية ابن رشيد، وقد نفى محمد بن رشيد في رسالة إلى والي الحجاز تلك القصة، مؤكدا ولائه للدولة العثمانية. وفي عقد التسعينات بدأت التقارير ترد الباب العالي من مسؤوليها في العراق والحجاز تفيد أن هناك أسلحة حديثة تنهال على ابن رشيد من خليج البصرة عن طريق الكويت، ويدل على ذلك إطلاق تسمية «كويتي» على بنادق المارتيني في نجد وجنوب العراق، وكان ذلك في حكم الشيخ عبد الله بن صباح ثم أخيه محمد. ووجهت الاتهامات إلى نافذ باشا والي البصرة وسليمان بك بن منصور باشا السعدون شيخ المنتفق بنقلهم تلك الأسلحة، وأن ما تم نقله قارب العشرة آلاف بندقية مارتيني مع ستة مدافع، فطالب وزير الداخلية في جلسة مجلس الوكلاء باستدعاء فالح باشا السعدون وابن عمه سليمان بك وغيرهما من شبوخ المنتفق إلى الأستانة لإبعادهم عن سيطرة ابن رشيد عليهم. ومن الممكن أن السلطات البريطانية هي وراء هذه المساعدات، نظرًا لوجودها المستمر في الخليج، وكان في هذه السواحل رجال لابن رشيد يستلمون العتاد العسكري القادم من قناة السويس. ولكن مع ذلك فقد استمرت الدولة العثمانية بعلاقاتها الحسنة مع آل رشيد، وتطلعت إلى علاقات أقوى مع شيوخ المناطق والإمارات وذلك عقب الاحتلال البريطاني لمصر سنة 1300هـ/1882م. لذا زاد دعمها لآل رشيد وشجعتهم على الإطاحة بحكم آل سعود، التي اعتبرها العثمانيون أن لها ارتباطات مع بريطانيا.

### أزمة احتلال بلدة الوجه
بالرغم من حرص محمد بن رشيد على إظهار تبعيته للدولة، فإنه لا يتوان عن تحقيق مصالحه والزحف على المناطق التي يرى فيها فائدة له، ولكنه لا يتمادى كثيرًا في ذلك، فعقب كل عملية يسارع إلى إعلان الطاعة تجنبًا للصدام مع الدولة. ومثال على ذلك، تحالفت قبيلة عنزة مع ابن رشيد عندما هاجم ميناء الوجه ربيع 1885م/1302هـ -وتتبع الخديوية المصرية-، كاد هجومه أن يتسبب بأزمة سياسية بين الدولة العثمانية وبريطانيا التي تحتل مصر، حيث كانت الإدارة المصرية تشرف على قلعتي الوجه والمويلح في الحجاز. وكان طموح ابن رشيد من هجومه على «الوجه» هو حصوله على ميناء بحري تابع له يستطيع عن طريقه استيراد مايشاء. لذا تخوفت الإدارة المصرية من هذا الهجوم، وأبلغ قائدها نظارة الداخلية المصرية (وزارة الداخلية) بأن ابن رشيد يعد العدة للهجوم على قناة السويس، فأرسلت الأخيرة إلى ولاية الحجاز محذرة من هجوم ابن رشيد على ممتلكاتها، فطالب والي الحجاز وأمير مكة في خطابهما المشترك يوم 27 ربيع الآخر 1302هـ/12 فبراير 1885 بسرعة إرسال قوات عسكرية إلى المنطقة حتى لا يسمح بأي شكل من أشكال التدخل البريطاني عن طريق الإدارة المصرية في حدود الولاية. فقررت الحكومة بإرسال قوات عسكرية مع تأليب العشائر عليه، فسارع محمد بن رشيد إلى الانسحاب فورًا وأبدى الطاعة والتبعية للدولة العثمانية وطالب بمنحه خلعة.

## سياسته مع آل سعود

### المصالحة مع عبد الله بن فيصل
بعد هزيمته في أم العصافير، لجأ الإمام عبد الله الفيصل إلى استخدام الإسلوب الدبلوماسي، فأرسل أخوه محمد بن فيصل إلى حائل في شوال 1301هـ/أغسطس 1884م ومعه رسالة إلى ابن رشيد لمفاوضته في شؤون البلاد التي ضمها لإمارته مثل سدير والوشم والمجمعة. وقد استقبله ابن رشيد بحفاوة بالغة وأحسن ضيافته ووعده بتلبية طلبه، فتخلى له عن سدير والوشم واستثنى المجمعة. فعاد محمد بن فيصل إلى الرياض في محرم 1302هـ/نوفمبر 1884م حاملا معه هدية جليلة للإمام من ابن رشيد مع التخلي له عن بلدان الوشم والسدير ليحكمهما باسمه. وقد أرضى هذا التصرف عبد الله بن فيصل الذي سارع بعزل أمراء تلك المناطق وعين بدلا منهم أمراء من قبله. إلا أن أمراء ابن رشيد لتلك المناطق لم يستكينوا لسلطته، فاضطربت أمور تلك البلاد عليه، وكثر النزاع والخلاف وتغلب بعض أهل البلدان على بلدانهم. مع ذلك فإن تنازل ابن رشيد عن تلك المناطق للإمام عبد الله مع أنه الأقوى في تلك اللحظة، قد يعني انتصارًا دبلوماسيًا للإمام، إلا أنه بالنهاية كان دخوله في الحلف الثنائي بين ابن رشيد وابن مهنا.

### انقلاب أبناء سعود على عمهم
في آخر محرم من سنة 1305هـ/أكتوبر 1887م هجم أبناء سعود بن فيصل على عمهم عبد الله في الرياض مستغلين حالة الضعف والتدهور التي كان يعاني منها، فانتزعوا منه الحكم وقبضوا عليه وألقوه في السجن، واستولوا على الرياض. فكتب عبد الله الفيصل وبعض أهل الرياض بالسر إلى الأمير محمد بن رشيد يخبرونه بذلك ويستنجدونه، وذكروا له أنه إذا وصل الرياض يفتحون له أبواب السور، فأرسل الأمير محمد إلى حسن بن مهنا بالانضمام إليه، فالتقي الجيشان في بريدة في ربيع الأول، حيث توجها إلى الرياض وحاصروها. فثارت الحرب مع أهل البلد أيامًا قليلة، ثم وقع الصلح بعد عشرين يومًا بشرط خروج أبناء سعود من الرياض إلى الخرج آمنين على أنفسهم وأموالهم، وأن يخرج عبد الله الفيصل من الحبس. فخرج عبد الله من الحبس وهو مريض من داء الاستسقاء، فطلب من محمد أن يجعل مكانه خليفة منه، فعين ابن رشيد أخوه الأمير محمد بن فيصل ويساعده ناصر الشمري، ثم مالبث أن عزله وعين مكانه سالم بن سبهان. ولما أراد ابن رشيد الخروج من الرياض أخذ معه الإمام عبد الله ومعه عشرة من آل سعود وبقوا لديه مكرمين معززين، كما اخذ جميع الأسلحة الموجودة في الرياض ومنها مدافع عثمانية إثنين أو ثلاثة، وقد ارتحل ابن رشيد من الرياض عائدًا إلى حائل في جماد الأولى 1305هـ/يناير 1888م.

### مقتل أبناء سعود بن فيصل
عندما استقر سالم آل سبهان أميرًا على الرياض، وصل إليه وفد من أهل الخرج في شهر ذي الحجة 1305هـ/أغسطس 1888م يشكون إليه أبناء الإمام سعود لخلاف حدث بينهم، فأعد سالم قوة وأرسلها إلى الدلم وقتلت ثلاثة من أبناء سعود، وهم عبد الله ومحمد وسعد. وقد أظهر ابن رشيد غضبه من عمل ابن سبهان وعزله من قيادة الرياض وعين مكانه «فهاد بن عيادة الرخيص». وهناك رواية اخرى تقول بأن ابن سبهان وصلته أخبار بأن أبناء سعود يتهددونه ويتوعدونه بالقتل، فأخذ يدبر الحيلة في التخلص منهم، وهم:(عبد العزيز ومحمد وعبد الله وسعد)، فكاتب من الخرج أناسًا ممن قتل أبناء سعود لهم أقارب، فكانوا يراجعون ابن سبهان بأخبارهم، ويبحثون له عن أسرارهم. ولما كان ذي القعدة ركب عبد العزيز بن سعود من بلدة الدلم وتوجه إلى حائل ومعه نحو ثلاثين رجلا من أتباعه وخدمه وافدًا على الأمير محمد بن رشيد، فرأى هؤلاء الجواسيس أن الفرصة مواتية بخروجه ومعه أكثر أتباع وخدم أبناء سعود الشجعان، وكتبوا إلى سالم السبهان يستدعونه للقدوم عليهم، وذلك في آخر يوم من ذي القعدة وبعد خروج عبد العزيز بعشرة أيام، فركب سالم نحو الدلم فقتلهم جميعا، ثم أرسل إلى ابن رشيد يخبره بما فعل، فلما علم الأمير ابن رشيد بما صار أبلغ اخوهم عبد العزيز بن سعود الذي وصل إليه قبل ثلاثة أيام، فأمره بالإقامة عنده واذن لأتباعه والخدم بالرجوع إلى أهاليهم، فرجع بعضهم وأقام بعضهم في حائل. وعقب تلك الحادثة عزل محمد بن رشيد سالم بن سبهان من قيادة حامية الرياض وعين مكانه «فهاد بن عيادة الرخيص». أحس ابن رشيد بعد كل تلك الأحداث بقوته وعدم حاجته إلى خدمات حليفه ابن مهنا، خصوصًا بعد عودته مظفرًا بعد أن غزا ابن رفادة بوادي الحمض بالقرب من العلا، وقيامه بغزو قبيلة جهينة قرب جبل رضوى.
وفي سنة 1307هـ/1889م مرض عبد الله الفيصل في الجبل، فأذن له ولأخيه عبد الرحمن وأسرتيهما بالعودة إلى الرياض، وقد عاهد عبد الله على أن يكون أميرًا في بلاده، ولكنه مات يوم 2 ربيع الثاني 1307هـ/26 نوفمبر 1889م بعد وصوله الرياض. فكتب عبد الرحمن إلى ابن رشيد يخبره بذلك، وسأله أن يعزل عامله حسب العهد المذكور. فكان جواب ابن رشيد بأن عزل ابن رخيص وعين مكانه سالم السبهان.

## صراع القوى في نجد

صورة لأمير عنيزة زامل السليم حسب الرحالة الأجانب الذين شاهدوه.

أضحى في ذلك الوقت ثلاثة قوى في نجد وهي:«الإمام عبد الرحمن آل سعود في الرياض، والأمير محمد بن رشيد في حائل، والأميرين حسن المهنا وزامل السليم في القصيم»، أما محمد بن رشيد فقد أصبح مهيئًا لزعامة نجد دون منافس، فهو أقوى حاكم في جزيرة العرب، ومستقل تمامًا عن أي نفوذ خارجي حتى من السلطان العثماني، وإن اعترف إسميا بالتبعية له مع دفع الأتاوة للمحافظة على أملاكه البعيدة في الجوف وتيماء وشمال إمارته. كما أنه أغنى حاكم في الجزيرة، إذ يبلغ دخله السنوي بين 80-90 ألف جنيه، وهو مبلغ ضخم في ميزان ذلك الوقت. وحسب تقارير ولاية بغداد العثمانية: «أن نجد مقسمة إلى ثلاث مناطق، تخضع لحكم كل من عبد الرحمن الفيصل وابن مهنا وابن رشيد، وأن ابن رشيد هو الأقوى إذا انفرد بأحدهما، ولكن إذا اتفقا وتحركا ضده فلن يستطيع مواجهتهما في آن واحد». وقد رفع تقرير للسلطان عبد الحميد سنة 1307هـ/1890م ذكر فيه: أن الأمير حسن بن مهنا «متفق ظاهريًا مع ابن رشيد، ولكنه في الحقيقة أعدى أعدائه، ومن المتربصين به في أية فرصة سانحة»، وكان ابن رشيد يعلم بذلك ويبادله الشعور.

### بداية التنافر بين ابن رشيد وحسن آل مهنا
كانت نتائج دخول قوات محمد بن رشيد ومعه قوات حسن المهنا إلى الرياض في صالح ابن رشيد فقط، فقد ازداد قوة، ورأى المهنا أن ابن رشيد قلب له ظهر المجن وبدأ يعامله كأنه تابع له وليس شريك كما في السابق. فأراد أن يردها له، فكان ذلك في سنة 1305هـ/1888م عندما أراد ابن رشيد نصرة الشيخ قاسم بن محمد آل ثاني فأرسل إلى حسن بن مهنا وزامل السليم الخروج معه، وعسكروا جميعًا في روضة النبقي في المستوي أكثر من شهر ولكن لم يتم الغزو، والراجح أن عدم اتمام الغزو هو انسحاب الأميرين حسن وزامل من المشاركة مع ابن رشيد، فكانت تلك بداية الوحشة والعداوة بين الطرفين، كما ذكر ابراهيم القاضي ومقبل الذكير في تاريخيهما. في حين ذكر عبد الله البسام ومحمد آل عبيد أن سبب الوحشة بين ابن رشيد وآل مهنا هي حول زكاة بعض المناطق التابعة للقصيم، والتي كانت تدفع زكاتها لحسن المهنا، فأرسل ابن رشيد عماله ليأخذوا زكاتها فحصل بينهم وبين عمال حسن المهنا نزاع، فكانت السبب في بداية العداوة بين الأميرين، وكان ذلك سنة 1306هـ/1889م. فليس مستغربًا قيام أمير بريدة حسن بن مهنا في نفس السنة 1306هـ/1889م بالاتصال بزامل السليم أمير عنيزة، حيث التقيا لمدة ثلاثة أيام في نفود الغميس -بين بريدة وعنيزة- وتعاهدا على التعاون والتناصر، وأن يكونا يدًا واحدة ضد ابن رشيد، وتوج الاتفاق بزواج الأمير زامل من ابنة حسن المهنا، وزواج الأخير من إمرأة من أسرة الأمير زامل. فلما علم ابن رشيد يذلك حرص على أن يفصل زامل عن حسن، وكان لا يفتر عن طلب وده وصحبته كي ينفض يده عن صحبة حسن، وقد ضمن له إمارة بلاده وما وضع يده عليه من سائر القصيم يكون تحت إمارته، وكان يراسله بواسطة عبد الله البسام في عنيزة -الذي كان يرى عدم تدخل عنبزة في حرب بين ابن رشيد وابن مهنا لأنها حرب لا ناقة له فيها ولا جمل- وأعطاه العهود والمواثيق على ذلك، ولكنه فشل. وبدا أن وحدة القصيم قد عادت من جديد بعد أربعين عامًا من التفرق، وأصبح محمد بن رشيد أمام وضع خطير لابد أن يحسب له ألف حساب، فكان ذلك ارهاصات معركة المليداء الحاسمة.

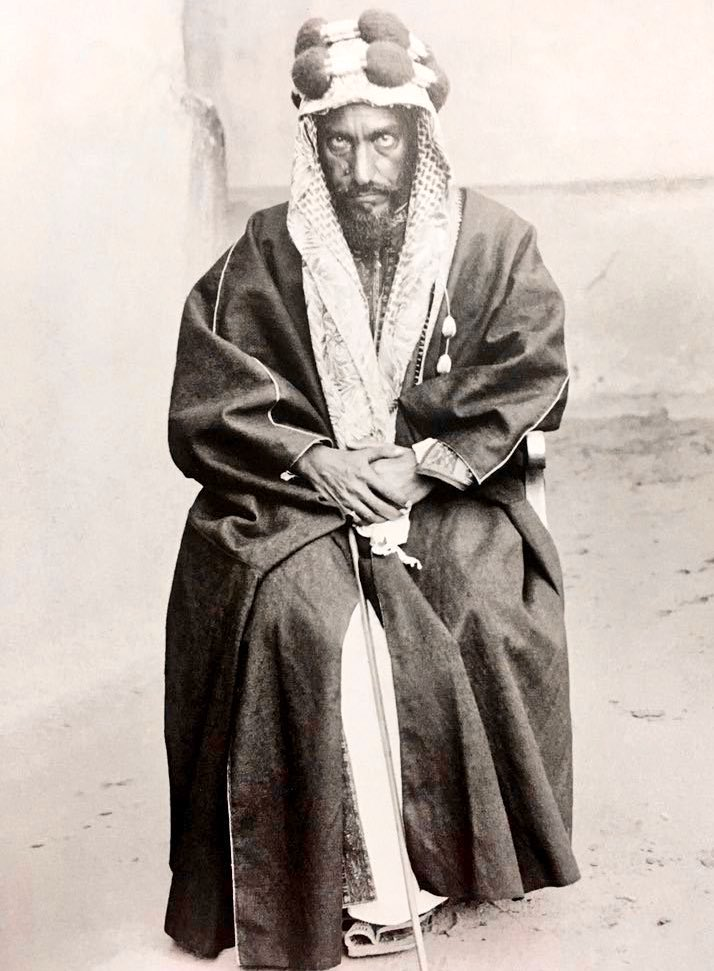
عبد الرحمن بن فيصل آل سعود آخر حكام الدولة السعودية الثانية

### الفتنة بين ابن رشيد وابن سعود
أراد أهل القصيم مساندة عبد الرحمن الفيصل ضد محمد بن رشيد خصمهما المشترك، فحرضوه على التخلص من ابن سبهان ووعدوه بالنصرة، وقد وقعت في يد ابن رشيد مكاتبات من الأمير حسن بن مهنا موجهة إلى عبد الرحمن آل سعود يعده بالنصرة، ومع الخطاب هدية عبارة عن ساعة يد. وفعلا ففي 11 ذي الحجة 1307هـ/28 يوليو 1890م قدم سالم بن سبهان إلى قصر عبد الرحمن الفيصل ليهنئه بعيد الأضحى، فقبض عبد الرحمن عليه وعلى أصحابه وحبسهم، وقد أراد قتلهم انتقامًا لمقتل أبناء أخيه سعود، لولا علمه بوجود جماعة من آل سعود كانوا وافدين على ابن رشيد في حائل فخاف عليهم. وقد صدق عبد الرحمن ظنه، فقد أكرمهم ابن رشيد أياما ثم استئذنوا بالرجوع إلى بلدهم فأذن لهم، وفي اليوم التالي من خروجهم، وصل الخبر إلى الأمير محمد بن رشيد بما حصل على سالم وصحبه، فأرسل خلفهم من يردهم إلى حائل، فردوهم إليها فأبقاهم هناك. ولم يقتل عبد الرحمن من جماعة بن سبهان سوى خلف بن مبارك من الأسلم من قبيلة شمر الذي قتل محمد بن سعود آل سعود، واستولى عبد الرحمن على جميع مافي قصر الرياض من أموال وسلاح، وأرسل إلى حسن آل مهنا وزامل بن سليم واخبرهما بما فعل بسالم بن سبهان وأصحابه وطلب منهما النصرة. وفي محرم 1308هـ/أغسطس 1890م توجه محمد العبد الله آل رشيد بجنوده إلى الرياض، فمر بالقصيم فخرج عليه أهلها لصده، ولكنه استطاع أن يحيدهم، فعللهم بالوعود بحيث اتفق معهم على عدم تعرضه للقصيم، وأن يعطيهم بادية مطير، والخوة التي كانت تفرض على الحجاج المارين بأراضيهم، شرط أن لا يعينوا خصمه عليه، فرضوا بذلك ونكثوا عهدهم مع عبد الرحمن ابن سعود. ثم أكمل ابن رشيد زحفه إلى الرياض ومعه مدفعين آليين، فنزل عيها يوم 5 صفر 1308هـ/19 سبتمبر 1890، فحاصرها أربعين يومًا حيث قطع 8000 نخلة من نخيلها، ثم دعاهم إلى الصلح فخرج إليه محمد بن فيصل وعبد الله بن عبد اللطيف آل الشيخ ومعهم عبد العزيز بن عبد الرحمن (الملك لاحقًا) وهو ابن الحادية عشر من عمره، فتصالحوا على أن يطلق عبد الرحمن الفيصل ابن سبهان وأصحابه ويطلق ابن رشيد المحتجزين عنده من آل سعود، وأن تكون إمارة العارض لابن سعود ماعدا الخرج، مع بقاء بلدان السدير والوشم بيد ابن رشيد، وأن يفك ابن رشيد حصاره عن الرياض ولا يترك حامية فيها ويعود إلى دياره.

## معركة المليداء

المعارك بين الأمير محمد بن رشيد والإمام عبد الرحمن بن فيصل

### كون القرعاء
بعد عودته إلى حائل، طالب أهل القصيم من محمد بن رشيد أن يبر بوعده لهم، فماطل وتسوف، ثم بدأ يفتعل المشاكل معهم، حتى جاءت الفرصة عندما عزل حسن المهنا حسين بن عساف من إمارة الرس، وعين مكانه صالح بن عبد العزيز الرشيد، فلجأ العساف إلى ابن رشيد وحرضه على احتلال الرس، فأمده الأمير محمد بسرية فهجم بها على الرس فهرب أميرها صالح الرشيد ولجأ إلى المهنا الذي بادر ومعه زامل السليم بالخروج إلى الرس بقوة كبيرة لإعادة صالح الرشيد، وقد نجحوا في إخراج العساف ومعه سريته الحائلية وأعادوا الرشيد مكانه. فبدأت العلاقات تسير باتجاه التوتر، كما كان لغزو بوادي من شمر لأطراف القصيم سنة 1308هـ/1890م وأخذهم إبلا وغنمًا لأهل القصيم، فطالب حسن المهنا من ابن رشيد ارجاعها فرفض. فأرسل أهل القصيم إلى عبد الرحمن الفيصل يستنجدونه على حرب ابن رشيد. فاستنفر ابن رشيد أتباعه من قبائل شمر وحرب وعنزة والظفير وهتيم في منطقة جبل شمر كلها على أهل القصيم في جمادى الأول 1308هـ/ديسمبر 1890م، بل بلغ إحساسه بخطورة الوضع أن أرسل - كما يقول موزول - أربعين رسولا علي أربعين ناقة مغطاة بأقمشة سوداء إلى قبائل شمر الذين كانوا يحلون في ذلك الوقت علي الضفة اليمنى لنهر الفرات فيما بين كربلاء والبصرة، وكانت الأغطية السوداء تعبر لجميع رعايا ابن رشيد بأن ذكرهم وشرفهم سوف يغطيان بعار أسود، إذا لم يسرعوا علي الفور لمساعدة قائدهم. وهكذا أسرع جميع الرجال القادرين علي القتال الي حائل، وقد ساهم فارس بن صفوق الجربا ومعه عربانه قادمًا من دير الزور. وبذلك تجمع لدي ابن رشيد قوة هائلة لا يستهان بها، فاتجه جنوبًا وعندما اقترب من بريدة انحرف جهة الغرب ونزل القرعاء وكان نزوله يوم 3 جمادى الآخرة 1308هـ/13 يناير 1891، بينما نزل جيش أهالي القصيم في الشقة قبالته جنوبًا، ثم اضطروا إلى التحرك إلى القرعاء ليكونوا في مواجهة ابن رشيد، فاختاروا موقعًا متميزا داخل رمال القرعاء ليكون صعبًا على خيالة ابن رشيد التحرك فيه بحرية. فاندلعت معركة القرعاء، فكان النصر لأهل القصيم، وقتل في هذه الوقعة مبارك الفريخ حامل بيرق ابن رشيد، ولم يستطع ابن رشيد إشراك خيله في المعركة، فالأرض رملية تغوص فيها حوافر الخيل، وبعد الوقعة قدم على ابن رشيد مدد كثيف من شمر والظفير وعنزة، فارتحل من القرعاء إلى غضي ومنها إلى المليداء حيث أراد أن ينزل محلا واسعا فيه مطرد للخيل، وأن يُخرِج أهل القصيم من تحصيناتهم في القرعاء التي هي ضيقة على مجاولة الخيل.

### كون المليدا
في يوم الجمعة 12 جمادى الآخرة 1308هـ/22 يناير 1891م رحل ابن رشيد بجنوده ونزل الطرف الشمالي من المليداء قرب الضلفعة وهو سهل مناسب لإشراك الفرسان بخيلهم لأن أرضه صلبة لا تغوص فيها حوافر الخيل، فتبعه أهالي القصيم يوم السبت 13 جمادى الآخرة/23 يناير فوجدوا عدوهم مستعدًا ومتحفزاً. وكانت خطة ابن رشيد هي أن تساق الإبل في مقدمة الجيش ثم الفرسان من خلفها وقاية لهم من الرمي، فتمكنت الإبل من اختراق صفوف جيش أهل القصيم، وأحدثوا فيه البلبلة والاضطراب وفي جناحيه ايضا، ثم التحم الفريقان بالقتال منذ ساعات صباح السبت 23 جمادى الآخرة/23 يناير إلى مابعد الظهر، حتى صارت الهزيمة على أهل القصيم واتباعهم وقتل منهم خلق كثير، وفي مقدمتهم زامل السليم أمير عنيزة، وانهزم حسن بن مهنا وقد كسرت يده برصاصة، ودخل بريدة وأراد الامتناع فيها، ولكن أهلها لم يساعدوه، فخرج إلى عنيزة إلا أن سرية لابن رشيد قد قبضت عليه، فأرسله محمد بن رشيد هو وأولاده إلى سجن في حائل وبقي فيها إلى أن توفي سنة 1320هـ/1902م، والذين سجنهم مع حسن هم:ولداه صالح وسليمان ومحمد العبد الله المهنا ومحمد العلي الصالح أبا الخيل وعبد العزيز العلي المحمد أبا الخيل ستة رجال.
وكان الإمام عبد الرحمن خارجًا برجاله لينجد أهل القصيم، وفي منتصف الطريق علم بالهزيمة التي حلت بهم فعاد إلى الرياض فأخرج حريمه وأولاده منها وارتحل حتى صار في بادية العجمان في الأحساء وكان عاكف باشا متصرفها آنذاك، وبقي بالرياض أخوه محمد بن فيصل الذي تولى إمارتها فأقره ابن رشيد على ذلك. أما ابن رشيد فقد أقام مخيمه غرب بريدة حيث وفدت عليه الوفود لتهنئته بالنصر، وتدخل العلماء والوجهاء للعفو عن أهالي المدينتين وعدم معاقبتهم عقابًا جماعيا، فقبل الأمير محمد بن رشيد شفاعتهم. فتولى إمارة عنيزة عبد الله بن يحيى ين صالح آل يحيى برضا أهلها وموافقة ابن رشيد، أما بريدة فقد عين حمود بن زيد أميرًا عليها، وعين حسين بن جراد الناصري التميمي قائدًا لحامية عسكرية في بريدة. ثم بقي في مخيمه حوالي 40 يومًا قبل أن يعود إلى بلاده حيث دخل حائل في رجب 1308هـ/مارس 1891.

## معركة حريملاء ونهاية الدولة السعودية الثانية
بعد هزيمة المليداء خرج عبد الرحمن بن سعود من الرياض مع أهله إلى الأحساء، فأرسل إلى الشيخ عيسى بن علي آل خليفة أمير البحرين طالبًا منه السماح لعائلته بالإقامة بالبحرين فوافق الشيخ عيسى على الطلب، فاطمأن عبد الرحمن بذلك على نفسه وعائلته. وكان ابن رشيد يرصد حركاته عن كثب، ولكنه لم يطارده بل عاد إلى حائل وكأنه غير مكترث به، إلا أنه حرض حسن باشا والي بغداد ضده، فكتب إليه رسالة في 13 رمضان 1308هـ/ابريل 1891م، يحذره من تحركات الإمام عبد الرحمن في بادية العجمان شرق الجزيرة العربية، زاعمًا أنه ينوي الاستيلاء على الأحساء بمساعدة تلك العشائر. فسارع الإمام بإرسال رسالة تطمين إلى متصرف الأحساء بأن ليس في نيته احتلال الأحساء، فصرفت السلطات العثمانية النظر عن تحذيرات ابن رشبد. ومع ذلك فقد كان ابن رشيد يراسل الولاة العثمانيين  المجاورين له، ويطلب منهم اقناع الدولة بأنه هو وجماعته من المذهب السني ويحتاجون إلى السلاح لحماية أنفسهم من اتباع آل سعود الوهابية، ورغم ان هذا الأمر لم ينطلي على الدولة العثمانية، لمعرفتها أن ابن رشيد وجماعته من اتباع دعوة الشيخ محمد بن عبد الوهاب، إلا أنها عدت وجوده واستمراره يصب في مصلحة الدولة العثمانية، لذا قامت بتأييده ومساعدته.
أما عبد الرحمن بن سعود فقد انضم إليه ابراهيم بن مهنا أبا الخيل أخو حسن في الأحساء، واتفقا معا على محاربة ابن رشيد. فجمع عبد الرحمن بن فيصل أنصاره فاستولى على الدلم بداية 1309هـ/1891م، ثم دخل الرياض سلمًا بعد أن تنازل له أخوه محمد عنها. وسار بعدها إلى المحمل ومعه ابراهيم بن مهنا. أما ابن رشبد الذي كان مطلعا على تحركات ابن سعود عبر جواسيسه وعيونه، وقد أبلغوه بأن عبد الرحمن نزل بقواته قرية حريملاء، فخرج بجنوده من حائل ونزل القصيم وأمر اهلها بالغزو معه، وأرسل إلى الوشم وسدير أن يتجهزوا للغزو وواعدهم بلدة ثرمداء، كل هذا وعبد الرحمن لا يعلم بمسير محمد بن رشيد إليه ونزوله ثرمداء، وكانت قوات ابن سعود على غير تعبئة، وجيشه متفرق داخل حريملاء وخارجها، فشن هجومًا مباغتًا تمكن فيها أن يشتت قوات الإمام عبد الرحمن، وبذلك حسمت المعركة لصالحه، فنجا الإمام عبد الرحمن بفضل أربعة من الفرسان العجمان حيث ذهبوا به إلى الرياض ثم إلى مناطقهم في الأحساء. أما ابراهيم بن مهنا فإنه هرب من ميدان القتال بعد الهزيمة ولكنه لم يبتعد كثيرًا، فقد وجدته سرية لابن رشيد مختبئا في مكان فيه نخل قرب حريملاء، فجيء به إلى الأمير ابن رشيد فقتله.
فر الإمام عبد الرحمن بعد المعركة إلى الرياض، وعندما علم أن لاجدوى من المقاومة في الرياض بعد مراسلة ابن رشيد بأهالي الرياض، قرر الخروج إلى البادية في الأحساء. أما محمد بن رشيد رأى أن لا داعي من مطاردته بعد خروجه من بلاد نجد، فذلك كفيل بقطع أمله في أن يعود ليحكمها. وبعدها دخل محمد بن رشيد الرياض وهدم سورها وهدم القصر الجديد المعروف باسم قصر عبد الله بن فيصل والقصر العتيق المعروف باسم قصر فيصل، وأبقى محمد بن فيصل أخو عبد الرحمن أميرًا على الرياض، وعاد إلى حائل.
كانت معركة حريملاء قصيرة إلا أن نتائجها كانت كبيرة ومؤثرة على نجد والجزيرة العربية: فقد أنهت الدولة السعودية الثانية، وخرجت أسرة عبد الرحمن آل سعود من الرياض حتى استقروا بالنهاية في الكويت. بعدها بدأ ابن رشيد بتوسيع دولته، فوصل إلى أطراف ولاية بغداد شمالا وجنوبًا إلى حدود اليمن، وبذلك أضحت دولته تمتد من أطراف العراق إلى مشارف الشام ومن نواحي المدينة إلى قرب الأحساء، وبذلك تمكن ابن رشيد أن يحكم سيطرته على كامل نجد وكل وسط الجزيرة العربية بادية وحاضرة. إلا أن تلك الهيمنة قد أثارت قلق العثمانيين، وباتوا يخشون احتمال تهديده لمراكزهم في الخليج. ومن باب تحقيق توازن القوى في الجزيرة العربية اتصلوا بعبد الرحمن بن فيصل بهدف تمكينه من استرجاع الرياض، فالتقى في عين النجا بالقرب من المبرز في الأحساء بطبيب الجيش العثماني -وهو شاب لبناني إسمه الدكتور زخور عازار- لقيام بالمهمة. فعرض عليه ولاية الرياض يحكمها باسم الدولة العثمانية إذا اعترف بسيادتها، وأن يدفع سنويأ مبلغًا من المال (حوالي ألف ريال تقريبًا) مع السماح بإقامة حامية عثمانية في الرياض. فرفض عبد الرحمن لعدم ثقته بهم، بالإضافة لانعدام ثقته في إخلاص العشائر بعد انتصارات ابن رشيد المتكررة.

## مابعد حريملاء
بعد أن انتهت مشاكله في ضم أقاليم نجد، قام الأمير محمد بن رشيد بتأديب القبائل التي وقفت ضده في معاركه السابقة وسعيًا إلى توسيع حكمه، فشن في سنة 1310هـ/1893م غارة على قبيلة عتيبة بالقرب من تربة في صحراء الرحا لأنها شاركت أهل القصيم في حربهم ضده، ورفضها دفع الزكاة له. فانتصر عليهم وقتل منهم أكثر من مئة وخمسين رجلا، وكثير منهم كان من مشايخ القبيلة، فأخذ منهم الزكاة، وكانت أكثر من خمسة آلاف رأس من الماشية وثلاثمئة رأس من الخيل. وبعدها في ذات السنة حشد قواته وهجم على قبيلة مطير التي شاركت ضده مع أهل القصيم في المليداء، ولم يكتف بذلك بل قام في العام التالي بالهجوم عليهم بنية توسيع حكمه غربًا، ثم أغار عليها سنة 1312هـ/1895م. فاشتكت القبيلة إلى محافظ المدينة المنورة من تسلط ابن رشيد عليها وطالبته باسترجاع الأموال والمواشي، فرفض ابن رشيد ذلك، مما أدى بالمحافظ أن يرفع محضر إلى ولاية الحجاز مطالبًا بحملة عسكرية ضد ابن رشيد، فرفعت الولاية الأمر إلى الصدر الأعظم والسلطان عبد الحميد. ونظرًا للعلاقة الخاصة بين السلطان وبين محمد بن رشيد فقد وجه السلطان بإرسال خطاب خاص إلى ابن رشيد بالكف عن تلك الأعمال مستقبلاً.
وفي سنة 1314هـ/1896م، أي أواخر عهده، أخذ محمد بن رشيد مابقي من أسرة السليم في عنيزة ونقلهم إلى حائل وهدم بيوتهم، وذلك بعد محاولة عبد الله بن زامل السليم قتل عبد الله بن عبد الرحمن البسام في جمادى الآخرة 1314هـ/نوفمبر 1896م، فهرب بعض أسرة السليم إلى الكويت واستقروا فيها.

## خلافه مع مبارك الصباح
في سنة 1310هـ/1893م أبرق مبارك الصباح إلى الأمير محمد بن رشيد يبشره بهجوم بريطانيا على ميناء الزبارة القطري الذي سلمته للأتراك، مع علمه بالعلاقة الجيدة بين ابن رشيد والشيخ قاسم آل ثاني، مما أثار حفيظة الشيخ قاسم حاكم قطر. لذلك ففي سنة 1313هـ/1896م عندما قتل الشيخ مبارك الصباح أخويه محمد وجراح وفرار أبناء الشيخ محمد إلى خالهما يوسف الإبراهيم في البصرة، استغل الشيخ قاسم تلك الفرصة واستقبل يوسف الإبراهيم الذي سعى جادًا لإزالة مبارك من حكم الكويت، فأرسل قاسم إلى ابن رشيد طالبًا منه المساعدة ضد الشيخ مبارك، فوافق على ذلك طمعًا في استغلال ميناء الكويت لصالحه لقربه من حائل. وعلى ذلك أرسل يوسف الإبراهيم من قطر إلى ابن رشيد يغريه بغزو الكويت من البر عندما يقوم الشيخ قاسم بغزوها من البحر، فوافق ابن رشبد. ولكن منعت الدولة العثمانية الشيخ قاسم عن فعل ذلك، كما أن ابن رشيد صرف النظر بعد أن حذره العثمانيون ومنعوه من غزو الكويت.
بالحقيقة كانت العلاقات بين الكويت وحائل تتجه نحو التوتر في أواخر حكم محمد بن رشيد نتيجة لعدة عوامل أهمها هو دخول حائل في النزاع بين يوسف الإبراهيم ومبارك لصالح الإبراهيم، وثانيهما هو تحكم الكويت بمينائها الذي يزود ابن رشيد بالسلاح والذخيرة، فبدأت تضيق عليه الخناق مما جعل يعتمد أكثر على امداد الدولة العثمانية بالسلاح وهو ما لا يريده. وقد وصل حائل الشيخ يوسف الإبراهيم بعد ورود كتاب من «تحسين باشا» رئيس ديوان السلطان عبد الحميد أو المابين إلى الأمير محمد بن رشيد يطلب منه التوسط لإجراء الصلح بين الشيخ مبارك وبين يوسف الإبراهيم. إلا أن هذا الخبر تسرب إلى يوسف الإبراهيم وهو في بومباي بعكس الحقيقة، حيث قيل له أن الدولة العثمانية أمرت ابن رشيد أن يستعد بجيوشه لمساعدته في القضاء على مبارك. فطار فرحًا وعاد مسرعًا من بومباي إلى البصرة، ثم سافر ليلاً إلى حائل وهو متنكر حتى وصل حائل. وفي حائل أوقفه الأمير محمد بن رشيد على نص كتاب المابين، وعلم أن الأمر على عكس ماكان بظن، إلا أنه امتنع عن قبول مصافاة الشيخ مبارك، ورفض فتح باب التفاوض للصلح معه مهما كان السبب، وبقي في حائل يترقب التطورات السياسية. ولما علم الشيخ مبارك بوجود يوسف الإبراهيم عند ابن رشيد توجس خيفة من الأمير محمد، ومازاد الطين بلة مقتل بعض تجار حائل كانوا خارجين من الكويت سنة 1315هـ/1897م وسلبت أموالهم، فاتهم ابن رشيد الشيخ مبارك بتدبير هذا الهجوم، وحاول الأخير اثبات برائته ولكنه فشل في إقناعه، لذلك فقد ضرب ابن رشيد موعدًا للشيخ قاسم آل ثاني في الهجوم على الكويت في فصل الربيع حتى تكون الاستعدادات متكاملة، إلا أن وفاة ابن رشيد في نوفمبر 1897م حالت دون اتمام المشروع.

## وفاته
توفي الأمير محمد بن عبد الله بداء ذات الجنب ليلة الأحد الثالث من رجب 1315هـ/27 نوفمبر 1897م، حيث لم يمهله المرض أكثر من 12 يومًا، مات عقيمًا مع أنه تزوج الكثير من الحرائر والإماء، وكان يسمى أبو المساكين. ودفن في مقبرة عبيد المسماة الآن بالبويضة في حائل، فقام ابن اخيه الأمير عبد العزيز المتعب الرشيد بإرسال رسالة إلى السلطان عبد الحميد في 5 رجب 1315ه يبلغه بوفاة عمه.
وقبل وفاته قام الأمير محمد بتوصية ابن اخيه عبد العزيز المتعب بعدة وصايا لتحفظ له وحدة الإمارة وأمنها واستقرارها واستمرارها، منها:
1. الحذر من العصبية القبلية، وطالبه بأن يعامل قبيلته شمر مثل غيرها.
2. عدم التعرض لمبارك الصباح شيخ الكويت،[171] ولكن الحذر من تصرفاته، وأن لا يتوقف عن مقاومته بكل ما أوتي من حيلة وقوة،[172] وقال له أنه هو الذي قتل تجار أهل حائل الذين خرجوا من الكويت، وأنه عدو لدود لآل رشيد عمومًا.[173]
3. فتح البلاد لأهل القصيم لأنهم أهل تجارة.
4. أن لا يتسامح مع البادية، وأن يشد وطأته عليهم، فهو يرى أن من عادة البدوي الظلم، أما الحضري فإنه لا يخطئ.[174]

## السياسة الاقتصادية
|          | التفصيل                                     | آن بلنت بالإسترليني | حسين باشا حسني ليرة عثمانية ذهبية |
| الواردات | زكاة                                        | 60 ألف              | 26 ألف                            |
| الواردات | حج                                          | 20 ألف - 30 ألف     | 15 ألف                            |
| الواردات | عشور                                        | -                   | 41 ألف                            |
| الواردات | ضريبة احتساب                                | -                   | 10 آلاف                           |
| الواردات | المجموع                                     | 80 ألف - 90 ألف     | 92 ألف                            |
| النفقات  | مصارف الموظفين وغيرهم                       | 10 آلاف             | -                                 |
| النفقات  | مصاريف القصر                                | 5 آلاف              | -                                 |
| النفقات  | مصاريف الإسطبل                              | 1000                | -                                 |
| النفقات  | الضيافة والهدايا                            | 25 ألف              | -                                 |
| النفقات  | الزكاة التي تدفع إلى محافظة المدينة المنورة | 30 ألف - 50 ألف     | -                                 |
| النفقات  | المجموع                                     | 44 ألف - 46 ألف     | 20 ألف                            |

اعتمد السكان في حياتهم الاقتصادية في الإمارة على الزراعة والتجارة والرعي وقوافل الحجاج والغزوات. اما ايرادات الحكومة فكانت تتمثل بالزكاة ومن إيرادات الغنائم، ومن رسوم القوافل التي تمر بأراضي الإمارة أو تخرج منها وكذلك إيرادات قوافل الحج التي تشكل مورد جيد للإمارة، وهناك ضريبة الجهاد بالإضافة إلى إعانة الدولة العثمانية التي ترسلها إلى ابن رشيد وتجارة الخيول والإبل. والجدول التالي يبين مقارنة للإيرادات والمصاريف الدولة بين الليدى بلنت وحسين باشا حسني.

### تجارة الخيول والإبل
كانت تجارة الخيول التي تنقل إلى الهند عبر ميناء الكويت كبيرة لدرجة أنها تشكل مصدرًا من مصادر الثروة لإمارة محمد بن رشيد تجنيها من بيع الخيول النجدية إلى الهند. فهي تشحن  بناءًا على الطلب من الكويت في دفعات، وتبلغ الدفعة الواحدة منها عشرين حصانًا، ومن الكويت يصحبها خدمه إلى الهند حيث يغيبون لفترة شهرين عن حائل. وذكر الحماد أن ابن رشيد كان يرسل في كل ربيع إلى الكويت مع أحد خدمه مئة حصان ليبيعها في بومباي بما يعادل مئة جنيه لكل رأس، وبذلك تكون الإيرادات للأمير من هذه الخيول يصل إلى عشرة آلاف جنيه استرليني، ويلاحظ أن جزء من تصدير الخيول كان عن طريق البصرة. وبسبب تلك الكمية التي تصدر من الخيول أصدرت الحكومة العثمانية قرارًا يمنع بموجبه تصدير الخيول إلى الدول الأحنبية، حفاظًا على تلك الثروة الحيوانية من الاستنزاف، بالإضافة إلى حاجة السلطنة إلى هذه الخيول ومنعها من أن تستخدمها دول أخرى في النواحي العسكرية. إلا أن هذا القرار لم يثني ابن رشيد من الاستمرار في هذه التجارة المربحة مع الهند عن طريق الكويت.

### العملات المتداولة
حاولت الدولة السعودية -الأولى والثانية- سك عملة خاصة بها في أوقات قوتها أسموها الطويلة، إلا أنهم لم يستمروا فيها بسبب ضعفهم. وقد حاول محمد بن رشيد أن يضرب عملة خاصة به، فجلب من الهند مقدارًا وافرًا من النحاس والفضة، إلا أنه تردد في استكمال ذلك بسبب خوفه من ردة فعل الدولة العثمانية، ثم عاجله الموت قبل أن يتم مهمته. ومع ذلك فقد تداول سكان نجد ومنهم حائل عملات متعددة، وأكثر ماتداولوه كان الريال النمساوي والليرة العثمانية (المحمدية والمجيدي) والروبية الهندية وجنيه الذهب الإنجليزي.

## العبيد والخدم في عهد محمد
ازدهرت تجارة بيع وشراء الرقيق في حائل في عهد الأمير محمد المهاد، فقد كان فيها سوقًا للرقيق. وكذلك أسندت الإمارة إلى وكلائها جلب العبيد من الحجاز وخاصة من ينبع ومن وادي الدواسر وبلدة بيشة، حيث تكثر فيها عمليات اقتناء وبيع الرقيق. وبما أن تركيبة المجتمع في مناطق إمارة آل رشيد قائمة على الولاء العشائري، فقد سارعت السلطة في تعزيز قوتها بالأسر القوية في الحاضرة والبادية، وبالعبيد الأحرار حيث تميز عبيد آل رشيد بأنهم عتقاء، فكان ولائهم للأسرة وللحاكم قويًا. ويسكن أغلبهم في حي عفنان بحائل، ويعد عنيبر العبد الله كبير العبيد وأشهرهم ومن المقربين للإمارة، وأبرزهم مكانة في عهد محمد الرشيد. وقد احصى يوليوس أويتنج عدد العبيد في حائل سنة 1884م بحوالي 1000 عبد، وهو يتوافق مع الرقم الذي ذكرته الليدي آن بلنت، ويستخدم أغلبهم في مجال الزراعة. وقد اقتنى الأمير محمد الجواري، وكان لبعضهن شأن في حياته مثل:زهيرة المحمد وتركية المحمد ونورة المحمد وحنيفة آل محمد.
وقد أعطى الموالي في زمن الأمير محمد بن رشيد سلطات واسعة، فنجد أن واليه على الجوف كان جوهر، وعلى العلا سعيد العلي، وعنبر هو قائد قوافل الحج، أما أخيه عنيبر فكان يتولى شئون حائل اثناء غياب ابن رشيد عنها، وأصبح لفترة رسول سيده إلى الشيخ قاسم بن محمد آل ثاني وهمزة الوصل بينهما عندما أراد ابن رشيد غزو عمان وإمارات الساحل. وهناك «سيف» وهو من مماليك الأمير طلال ذا بشرة بيضاء، وكان منصبه هو مسئول التشريفات أو رجل المضيف ابتداءا من حكم طلال ثم متعب وبندر حتى الأمير محمد. بالإضافة إلى أن هناك مهمات خارج القصر لعبيد البلاط مثل: تحصيل الزكاة من أحياء حائل ومن المناطق الخارجية، وكذلك أسندت إمارة الحج إلى عنبر العبد الله ومن بعده إلى الحاج عبد الرحمن أبرز عبيد الأمير محمد.
وقد ظن الموالي أنهم بتلك المكانة التي حظوا بها من الحاكم، أن باستطاعتهم الاستيلاء على الحكم باغتيال الأمير والحلول محله. لذا قررت مجموعة من موالي الأمير محمد اغتياله، وحددوا موعدًا لذلك، ولكن أحدهم وهو فريجان خاف أن يكتشف الأمير خطتهم، فأفشى الخطة للأمير محمد الذي سارع بالقبض على الموالي والقضاء عليهم.

## أزواجه وجواريه

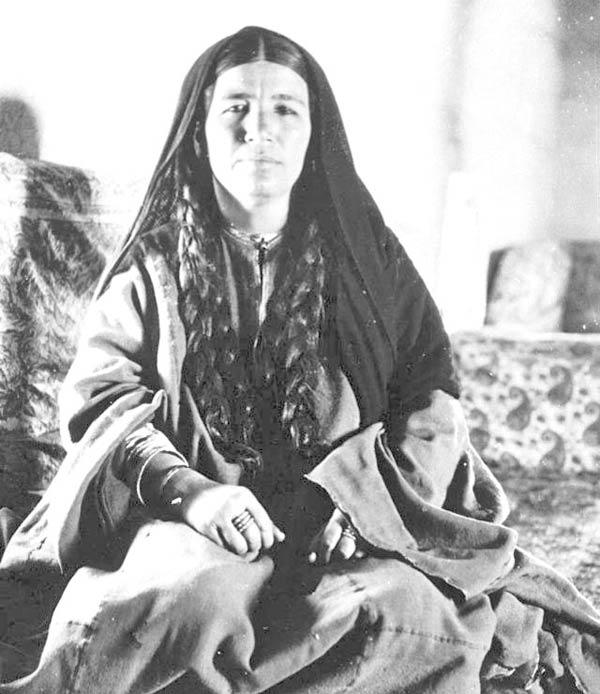
تركية المحمد، إحدى جواري الأمير محمد بن رشيد ومحظيته.

كان الأمير محمد بن رشيد مزواجًا، وأغلب زيجاته كانت من قبيلة شمر، كما تزوج من خارج القبيلة، ولكن عرف عنه أنه كان عقيما ولم ينجب ذرية، أما نساؤه اللائي أمكن أحصاؤهن هن:
1. عموشة بنت عبيد بن رشيد (توفيت سنة 1304هـ/1887م)
2. لولوة بنت مهنا أبا الخيل أخت حسن أبا الخيل.
3. عبطة بنت حمود بن عبيد بن رشيد.
4. موضي بنت سبهان بن سلامة السبهان.
5. دوشة بنت صنيدح الجبرين.
6. حسنا العقلا.[185]

كما اقتنى الجواري، وكان لبعضهن شأن في حياته، ومنهن: زهيرة المحمد الذي بنى لها قصرًا سنة 1308هـ/1891م، وأطلق عليه إسم قصر الزهيرية، ونورة المحمد وحنيفة آل محمد، وكذلك كانت «تركية المحمد» التي لها مكانتها عند الأمير محمد، وهي المسؤولة عن قسم الحريم في قصر برزان.

## أطباعه
تولى محمد الإمارة فكان كبيرها وكبير شمر بل كبير العرب في أيامه، فقد استولى على بلاد نجد كلها حتى وادي الدواسر، وكان في حكمه عادلا بل كان حليما وحكيمًا. على أن البدو كانوا يسخرون منه، فقد قالوا أنه لا يحسن الحكم لأنه لا يكثر من قطع الرؤوس. إلا أنه آلى على نفسه بعد ذبحه أبناء أخيه الخمسة ألا يقطع رؤوسًا إلا في الحرب. أما في السياسة فله بعد نظر وسداد رأي ويقدر الناس بعقولهم ويعاملهم بموجب ذلك. حتى قالت العرب: «أن ابن رشيد اعتاد أن يتعامل مع كل رجل على قدر عقله» وكانت أكثر سنين حكمه رخاء في الأسعار ورغد في العيش وكثرة في الأمطار. وكان لا يبدأ بالشر إلا من بدأه به، ويحب الوفاء بالعهود وبعطي الأمان ولا يغدر، وكان شهمًا شجاعًا ملهمًا لنطق الصواب، قوي الحجة كثير الصفح والعفو عن المجرم، والحق يقال أنه غرة بيضاء في جبين حكام آل رشيد. وكانت له ثلاث طرائق للتغلب والاستيلاء وهي:«الكرم والسيف والارهاب».
ومع هذا فقد كان لا يتدخل  في المعارك التي تجري بين قبائل البادية ولا يأبه لها طالما لا تمس مصالح الناس وخصوصًا الحاضرة. ولكنه يقدر شيوخ القبائل ويحاول استمالتهم إليه، ولا يخلو مجلسه من وجود شيخ منهم. وكان يبذل جاهه للتوسط لأمراء القبائل عند الدولة العثمانية، مثل فك أسر راكان بن حثلين. وعندما كان يريد الغارة كان يحيطه بالكتمان الشديد، ويقبض على أي بدوي يصادفه بالطريق حتى لا تتسرب أي معلومة عن غارته.

## الملاحظات
1. ↑  الميادة هي أن يقوم صاحب الإبل بنقل الطعام مقابل كروة متفق عليها، وقد يصل الاتفاق إلى نصف الطعام.[50] فأحضر محمد ابن رشيد الأرز وهم أحضروا الجمال، فلهم نصف الحمل، وله النصف الآخر.[4]
2. ↑  ذكر البسام في كتابه تحفة المشتاق أن الحادثة جرت في 5 ربيع الأول 1289هـ/مايو 1872م،[57] في حين ذكر الحماد أن الوثائق العثمانية قالت بأن بندر كان حيا في 27 رجب 1289هـ/سبتمبر 1872م لاستلامه الوسام المجيدي من الدرجة الثالثة، وأوردت خبر وفاته في شوال 1289هـ/ديسمبر 1872م.[58]
3. ↑  ذكر الحماد أن التاريخ كان في 1289هـ/1872م في حين كتب في حاشية الصفحة أن المراسلات العثمانية كانت في رجب وربيع الأول 1290هـ/ سبتمبر ومايو 1873م عدا واحدة كانت في ربيع الأول 1289هـ ويبدو أنه أخطأ بالتاريخ، فحادثة القتل كانت بعد انتهاء الحج وعودة محمد من العراق بعد نقل الحاج وجلب التموين، أي نهاية 1289هـ، ومراسلة أهالي الجوف كانت بالتاكيد بعد حادثة القتل بأشهر، أي في سنة 1290هـ.[65]
4. ↑  ملح (بفتح الميم واللام) هي واحة في جنوب غرب الكويت شرقي الصمان، وفيها آبار مياه عذبة، وكانت في طريق القوافل من نجد قاصدة الكويت والزبير والبصرة.[81]
5. ↑  علم هو جبل من هضاب كثيرة تقع على الطريق السريع بين المدينة والقصيم، ويمر به وادي الرقم.[109]
6. ↑  توفي في هذه الحرب فيصل بن عبد الرحمن شقيق الملك عبد العزيز، حيث أصابه مرض فمكث نحو سبعة أيام ثم توفي.[20] وقد عزى محمد بن رشيد أخاه عبد العزيز خلال المفاوضات قائلا له: عسى أن يجعلك الله عوضًا عنه، وقد جعله الله عوضًا عنه، فأصبح الملك لاحقًا.[137]
7. ↑  الإبل التي ساقها جيش ابن رشيد في المقدمة هي إبل تسمى الصخريات، وهي تتبع لبني صخر نهبها منهم محمد بن رشيد سنة 1297هـ/1880م وسنة 1306هـ/1889م.[144]
8. ↑  الرحا قرية من قرى بني سعد في الطائف[157]
9. ↑  ضريبة الجهاد هي ضريبة تجمع من السكان لتجهيز الغزوات التي تقوم بها الإمارة، حيث يكون كل مشارك في الغزو أن يجهز نفسه بالركوبة والسلاح، ومن لا يستطيع المشاركة فعليه دفع مبلغ مالي معين. أما الأمير فعليه إمداد المقاتلين بالأطعمة اللازمة. وقدرت مجموع ضريبة الجهاد بألف ليرة عثمانية ذهبية.[176]